# Josep Isern i Martí
Josep Isern i Martí   (Mollet del Vallès, 4 de febrer de 1940) és un comerciant català de motocicletes jubilat i un històric promotor de tota mena d'activitats relacionades amb el motociclisme, tant a Mollet com a la resta del país. Durant les dècades de 1960 i 1970 fou un dels introductors del motociclisme de muntanya en totes les seves variants a Catalunya i dugué a terme una important tasca de formació i promoció d'aquest esport entre els infants. Com a reconeixement a la seva obra ha rebut nombrosos guardons d'entitats diverses, entre els quals la medalla d'argent i la de bronze de la RFME a l'esperit esportiu i la placa al foment de l'esport del CSD i d'El Mundo Deportivo. El gener del 2020, la FCM li concedí el premi Legends.
Josep Isern és cunyat del campió d'Espanya de trial, motocròs i velocitat Pere Pi (qui es casà amb la seva germana Maria Isern el 1965) i, per tant, oncle del campió del món de biketrial Ot Pi i Isern. Casat amb la Montserrat Abril Pascual (1941-2022), el matrimoni va tenir dues filles: Núria i Glòria. D'ençà del 2008, els Isern regenten el Museu Isern de la Moto a Mollet del Vallès.

## Resum biogràfic
Els orígens familiars de Josep Isern (un cognom ben habitual al Pirineu català) es remunten a Osona; a començaments del segle xx, el seu avi patern, Josep Isern i Arumí, s'instal·là al Vallès procedent de Sant Julià de Vilatorta. El seu pare, Jaume Isern i Plans (nascut a La Nau, la fàbrica de dinamita de Sant Fost de Campsentelles), fou un apassionat del ciclisme i el 1924 muntà un taller de fabricació i reparació de bicicletes al carrer Berenguer III de Mollet, en una època en què en aquella població hi havia, entre d'altres, els tallers de Simeó Rabasa (fundador anys a venir de Derbi) i de Vicenç Solá (futur fundador de Ducson). Jaume Isern arribà a participar en diverses edicions de la Volta a Catalunya i, més tard, va muntar un equip que va córrer per tota la península Ibèrica. Quan va deixar de córrer definitivament, va fer-se seguidor habitual del Tour de França i de la Volta.

### Activitat comercial
A partir de 1930, Jaume Isern reconvertí el seu taller en una botiga de venda i reparació de motocicletes. Cap al 1956, el seu fill Josep, aleshores amb poc més de 15 anys, ja creava al taller els seus prototips rudimentaris de motocicletes de fora d'asfalt, avançant-se en el temps al "boom" que havien d'experimentar aquesta mena de motos uns anys més tard. Amb el temps, Josep Isern i la seva dona es varen fer càrrec del negoci familiar i, cap a mitjan dècada del 1960, Motos Isern esdevingué un dels comerços de motocicletes més famosos del país, coincidint amb l'època daurada de la motocicleta de muntanya catalana durant els 60 i 70 (sobretot Bultaco, Montesa i OSSA, però també Derbi). L'establiment fou capdavanter en venda de motos de fora d'asfalt i arribà a ser dues vegades el màxim venedor de motocicletes Montesa a tot el món (a més de la representació oficial de Montesa, Motos Isern tenia també la de les marques molletanes, Derbi i Ducson).
A mitjan dècada del 1970, la bonança del negoci va fer que l'establiment del carrer Berenguer III quedés petit i Josep Isern i la seva dona varen fer construir als afores de Mollet, a l'Avinguda d'Antoni Gaudí, un edifici de set plantes dedicades íntegrament a la venda i reparació de motocicletes. Inaugurat l'1 de juliol de 1978, aquest edifici emblemàtic, conegut a la ciutat com a Edifici Isern, és visible des de l'Autopista de la Mediterrània al seu pas per Mollet, ja que hi és a tocar (de fet, fou construït poc abans que es comencés la construcció de l'autopista davant mateix del seu emplaçament). El mateix any de la seva entrada en funcionament, l'edifici Isern funcionà temporalment com a centre de muntatge i manteniment dels prototips de competició de Montesa, ja que durant les llargues vagues de 1978, alguns pilots i directius de l'empresa hi van portar tot el material que van poder arreplegar de la fàbrica, tancada i vigilada per piquets.
L'any 2008, Josep Isern es jubilà i traspassà el negoci, el qual gestiona ara una cadena comercial barcelonina. "Motos Isern" ha perdut doncs el seu nom històric, per bé que es manté al famós edifici. Des d'aleshores, Josep Isern dirigeix juntament amb la seva dona el seu museu particular, amb seu al cinquè pis de l'edifici Isern i obert al públic d'ençà de juliol d'aquell any.

### Promoció de l'esport
Josep Isern ha estat involucrat des de sempre amb l'esport. Durant la dècada de 1950, participà regularment en competicions de bàsquet i atletisme. La seva afició per la moto li ve d'antic: des que tenia vuit o deu anys, ja anava amb el seu pare a provar les motocicletes del taller familiar pel camp. Més tard, es dedicà al motociclisme de forma amateur i en practicà diverses modalitats fora d'asfalt, especialment el trial. A banda, durant tota la carrera esportiva del seu cunyat, Pere Pi, Isern el seguia amb tota la família allà on aquest anés a córrer, ja fos per a donar-li suport tècnic o, simplement, per acompanyar-lo i encoratjar-lo mentre corria (fins i tot una vegada, quan la seva filla gran, Núria, tenia només 15 dies, la família Isern al complet se n'anà amb Pere Pi a Burgos per a acompanyar-lo durant una cursa del Campionat d'Espanya de motocròs). El 1968, any en què s'instaurà el primer Campionat d'Espanya de trial, Pere Pi convencé Isern perquè hi participés, ja que en ser una nova modalitat hi havia el perill que el campionat fos declarat desert si no s'arribava al mínim de 15 inscrits que exigia la RFME. Tots dos, doncs, prengueren part amb sengles Montesa 250 Trial a les tres úniques proves de què constava aquella primera edició (València, prop de Llíria, Barcelona, al Tibidabo i Madrid, a Navacerrada). Malgrat la inferioritat numèrica de l'equip de Montesa enfront del més experimentat de Bultaco, el campió aquell any fou finalment Pere Pi. Josep Isern, després d'aquella única temporada en què competí seriosament, seguí practicant el trial i l'excursionisme en motocicleta durant anys, sempre de forma amateur, i arribà a recórrer tot Catalunya i part de l'estranger amb les seves motos.
El 1965, Motos Isern creà la seva divisió esportiva, l'Escuderia Isern, amb Josep al capdavant. L'entitat donà suport a nombrosos pilots de motociclisme i desenvolupà una intensa activitat promocional durant quasi dues dècades, sempre centrada en la motocicleta de muntanya. Josep Isern no tenia cap interès en el motociclisme de velocitat per dues raons: la primera, la seva passió per la natura i tot allò que hi tingués a veure i la segona, un fet luctuós que el va marcar de jove. El 1962, mentre estava fent el servei militar a Saragossa destinat a aviació, rebé la notícia que un jove molletà bon amic seu, César Ruipérez, s'havia mort en un accident mentre provava una moto de carretera al circuit de Montjuïc de nit, pocs dies abans de les 24 Hores. Ruipérez, aleshores amb només 20 anys, era un treballador de Derbi del qual es deia que tenia un futur brillant dins el motociclisme. La mort del seu amic va marcar per sempre a Josep Isern, fins al punt que mai més no va ajudar cap altre pilot de velocitat i es va abocar des d'aleshores al fora d'asfalt. Només puntualment feia alguna excepció, com ara posar-li a punt la Impala a Salvador Cañellas, però poca cosa més (com a anècdota, un jove i desconegut Sito Pons li demanà el 1979 que li preparés la seva Bultaco Streaker per a la Copa Streaker, però Isern no va poder-li-ho fer per problemes d'agenda).
A banda de l'Escuderia, al llarg de la seva vida Josep Isern impulsà dues entitats més relacionades amb el motociclisme: el 1974 fundà el Moto Club Mollet i el 2007, el Club Moto Mollet - Escuderia Isern (continuador de les altres dues històriques entitats). Totes elles han tingut una gran activitat i, cadascuna en la seva faceta, han estat cabdals dins el camp de la promoció del motociclisme a escala nacional, especialment el de muntanya. Amb el suport d'aquestes entitats, Isern culminà projectes de gran transcendència com foren la construcció i gestió dels circuits de Gallecs a Mollet (1974) i El Toll a Moià (1976), aquest darrer amb 48 ha dedicades al motociclisme de muntanya. Tanmateix, la seva principal preocupació fou sempre la promoció del motociclisme entre els més petits, per la qual cosa desenvolupà una gran activitat en aquest camp amb l'organització de nombrosos cursets infantils.
A començaments de la dècada del 1980, el tancament del circuit de Gallecs -en haver-ne passat la propietat a la Generalitat de Catalunya- i la caiguda en desús del Toll (la creació de nous circuits més a prop de Barcelona va fer que l'afluència al del Moianès baixés dràsticament), va fer que les fortes despeses que havia d'assumir Isern en les seves tasques organitzatives fossin quasi insostenibles. Unint a això la difícil conciliació amb la vida familiar de la seva activitat i el refredament d'ànim que li havien provocat els tres accidents mortals esdevinguts als seus circuits (dos pilots morts a Gallecs i un al Toll), finalment Isern decidí de reorientar la seva activitat vers el ciclisme de muntanya, especialment l'aleshores incipient Trialsín (l'antecessor de l'actual biketrial). Juntament amb Pere Pi, n'esdevingué un dels principals promotors al món i n'organitzà nombroses proves durant anys, començant per exemple per la inaugural de la primera edició de la Copa d'Europa de Trialsín (1982), que organitzà per mitjà del Moto Club Mollet a Sant Fost de Campsentelles.
Josep Isern, però, no oblidà mai la promoció del motociclisme infantil. Malgrat haver abandonat l'organització de competicions de nivell, sí que seguí organitzant durant anys algun dels seus cursets, ara ja restringits només al trial i, quasi sempre, a la zona de La Conreria, especialment als voltants de l'actual àrea de trial Mas Corts-Can Teià de Sant Fost de Campsentelles. Força anys abans que es creés aquesta àrea, Isern decidí ubicar els seus darrers cursets en aquella zona per la idoneïtat del terreny i per l'amistat que tenia amb l'amo de la masia Mas Corts (la sortida dels seus trials infantils se situava sempre a l'actual zona d'aparcament del restaurant Mas Corts).

## Escuderia Isern

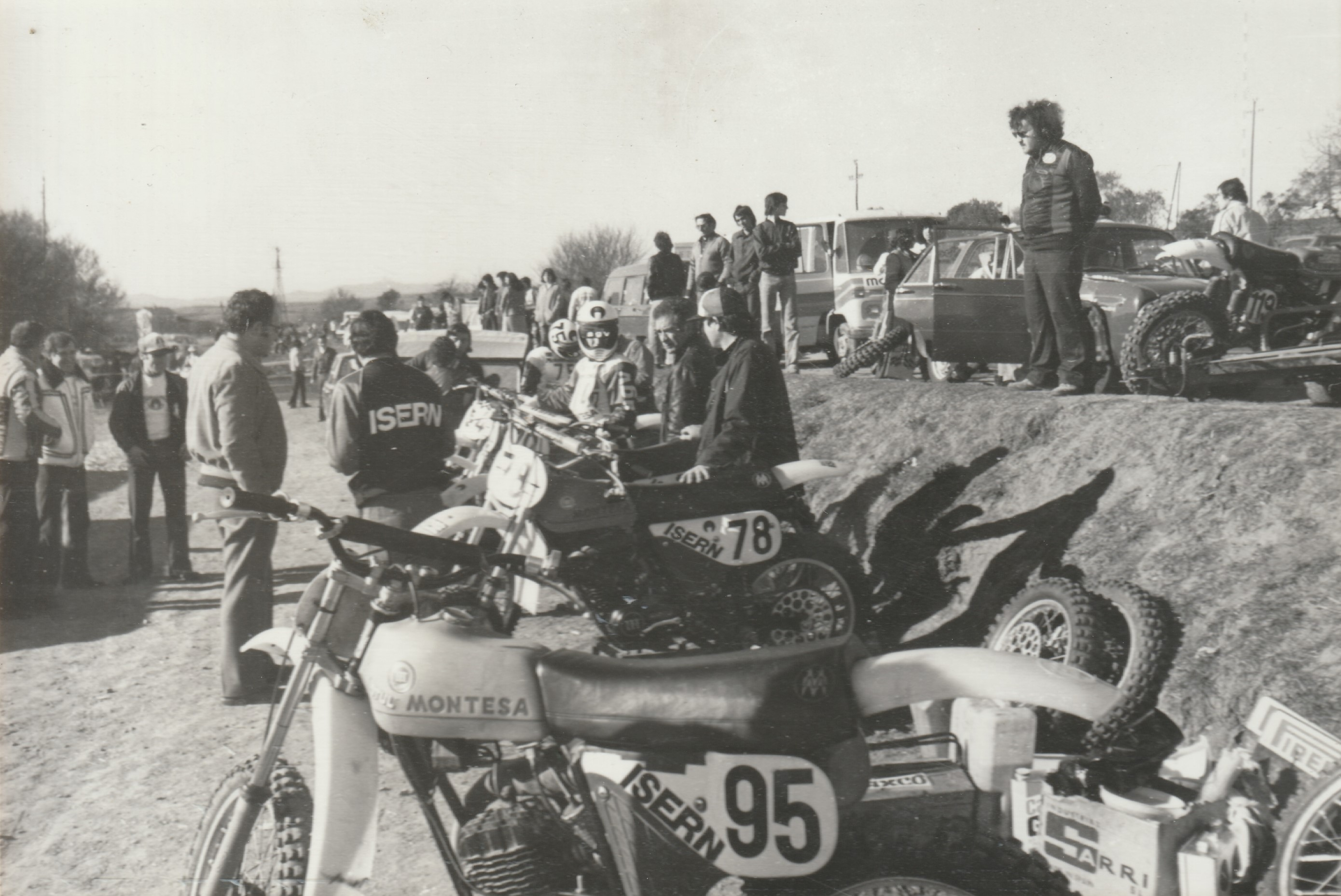
L'equip de l'Escuderia Isern al Trofeu Montesa de 1979

Quan Isern creà la seva Escuderia, el 1965, la moto de muntanya tot just començava a experimentar a Catalunya el gran auge que s'aniria consolidant des d'aleshores fins a finals de la dècada següent. En aquells anys, molts joves de Mollet i de la rodalia anaven a la botiga dels Isern a la recerca del darrer model de motocicleta de trial, de motocròs o d'enduro (aleshores anomenat Tot Terreny). Josep Isern els assessorava i els preparava la moto, fins que de mica en mica es va anar involucrant més en aquesta activitat i la seva Escuderia arribà a ser una de les més actives de tot l'estat espanyol. Els primers pilots als quals va patrocinar varen ser Joan Bellsolà, de Santa Perpètua de Mogoda, i Josep Figueras, de Sant Feliu de Codines, però ben aviat en vingueren altres: Domingo Gris, Ramon Burés, Bartolo Quesada, Ton Marsinyach, Ferran Gil, Climent Puigdomènech, Salvador Cañellas, Jaume Subirà i molts altres pilots de diverses disciplines, així com també nombrosos corredors de bicitrial. Fins i tot futures estrelles de la velocitat, com ara Carles Cardús, varen rebre suport de l'Escuderia abans de passar a aquesta modalitat (Cardús, per exemple, va començar a córrer motocròs amb una Montesa Cappra 125 ajudat per Josep Isern i Bartolo Quesada).
Al tombant de dècada del 1960, Isern havia iniciat una estreta col·laboració amb les dues principals associacions de Barcelona: la Penya Motorista 10 x Hora i la Penya Motorista Barcelona. A mesura que les dues clàssiques proves de trial que organitzaven aquestes entitats (Trial de Reis i Trial de Nadal, respectivament) anaven sent foragitades dels límits de la ciutat, Isern les ajudà a organitzar-les pel Vallès i més enllà. De mica en mica, la col·laboració es va anar estenent a altres tipus d'esdeveniments i així, per exemple, l'Escuderia Isern participà activament en l'organització de les 24 Hores de Montjuïc (PMB) i el Gran Premi d'Espanya de motocròs al circuit del Vallès (PM 10xH). Quan, més endavant, Josep Isern impulsà la creació del Moto Club Mollet, l'Escuderia i aquesta nova associació començaren a treballar conjuntament de forma indestriable, de manera que gairebé es fusionaren l'una amb l'altra. Per mitjà d'aquestes dues entitats, Isern amplià el seu camp d'acció i, a més de patrocinar corredors, es dedicà a organitzar i promoure nombroses activitats esportives a Catalunya i a tot l'estat. L'anomenada de l'Escuderia Isern arribava més enllà dels Pirineus; el 1979, per exemple, fou un dels cinc equips catalans convidats a participar al Bol d'Herbe francès, a la Borgonya, i els quatre pilots de l'equip (Marsinyach, Quesada, Burés i Puigdomènech) hi aconseguiren una meritòria cinquena posició després d'haver anat tercers bona part de la cursa.
L'Escuderia donà sempre molta importància als més petits, futurs campions als quals calia iniciar en el motociclisme. Així, l'any 1972 va organitzar la primera cursa de motocròs infantil de la península a Can Cuberot, a Montornès del Vallès i tot seguit inicià una llarga etapa de promoció del motociclisme infantil per mitjà dels cursets de motocròs i trial que organitzava arreu del territori, sempre en col·laboració amb el Moto Club Mollet. A banda, durant 25 anys tingué un stand (també compartit amb el motoclub) al Saló de la Infància i la Joventut de Barcelona, des d'on ensenyà a anar en moto a milers de nens.

## Moto Club Mollet
El 6 d'abril de 1974, el matrimoni Isern (Josep i Montse) i sis persones més (Francesc Méndez, Jaume Ribas, Martí Tantiñá, Romuald Miró, Joan Vilana i José Luis Rodríguez) constituïren a Mollet del Vallès el Moto Club Mollet, abreujat "MC Mollet". Els sis cofundadors eren tots amics personals o estrets col·laboradors dels Isern, com ara José Luis Rodríguez, conegut també com a "El Puma", un treballador de Motos Isern expert en la preparació de motos de trial. L'entitat es va formalitzar legalment el 21 de juny i, de seguida, començà les seves activitats (cal dir que el matrimoni Isern ja portava anys organitzant esdeveniments motociclistes des de la seva Escuderia Isern, per la qual cosa la nova entitat naixia amb molta experiència acumulada).

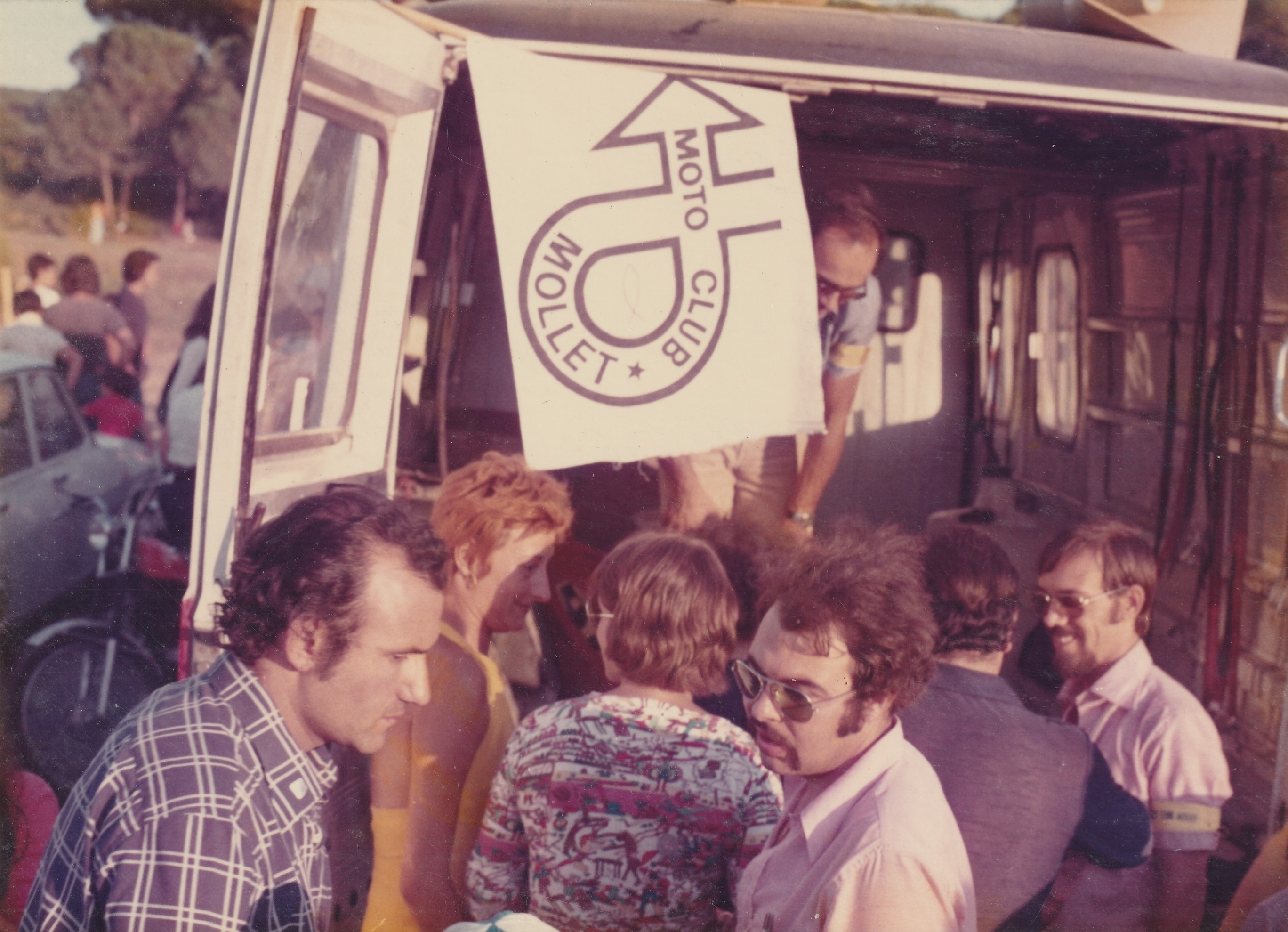
Josep Isern i altres membres del Moto Club Mollet el 1974

Tant punt entrà en acció, el motoclub continuà la tasca endegada per l'Escuderia Isern d'organització de proves de trial i enduro per Mollet i la rodalia, però inicialment se centrà sobretot en el motocròs. Conscient que Mollet, on hi havia un gran seguiment d'aquest esport, no en tenia encara cap circuit, Josep Isern i l'entitat aconseguiren el suport de l'Ajuntament de la localitat i en qüestió de poc temps crearen el circuit de Gallecs, el qual mantingué una activitat continuada entre el 1974 i el 1980. El 1977, el Moto Club Mollet fou el segon de tot l'estat espanyol en nombre de competicions organitzades. Sempre en col·laboració amb l'Escuderia Isern, el Moto Club Mollet fou el primer a organitzar proves d'iniciació de motociclisme infantil, tant en motocròs com en trial. L'experiència acumulada en tota mena d'esdeveniments feia que, sovint, altres entitats li demanessin suport. De cara a l'organització a Catalunya de l'única edició dels ISDE que s'hi ha fet mai, la de 1985 a Alp, el motoclub participà, convidat per la RFME, en la preparació de l'esdeveniment, tria i marcatge de l'itinerari i tota mena de tasques relacionades.
Compromès amb el seu entorn -el seu lema és "Moto, país i cultura"- el motoclub col·laborà amb la Creu Roja en l'extinció de l'incendi del Berguedà l'any 1984, i també en la recerca de persones desaparegudes durant els aiguats entre el Baix Llobregat i el Vallès a l'octubre de 1987. El 1993, fou una de les entitats col·laboradores especials en la celebració del Mil·lenari de Mollet del Vallés i, durant 25 anys, col·laborà amb el Saló de la Infància i la Joventut organitzat per la Fira de Barcelona. La seva intensa activitat li valgué diversos guardons, entre ells la Placa al treball en favor del Trialsín de la Federació Catalana de Ciclisme i una menció especial a la celebració dels 25 anys de la Federació Catalana de Motociclisme. Alguns dels socis d'honor de l'entitat són Jordi Arcarons, Nani Roma, Marc Coma i Isidre Esteve.
Després de més de trenta anys al capdavant, el maig del 2007 Josep Isern n'abandonà la direcció i passà a ser-ne president honorífic, alhora que s'hi creà una junta directiva. Llavors també se'n traslladà la seu al Pavelló Municipal d'Esports Riera Seca (fins aleshores, aquesta havia estat l'Edifici Isern, al número 73 de l'Avinguda Gaudí). Els estatuts de l'entitat també canviaren, establint que ara es basava en el concepte de motociclisme de muntanya no competitiu i tenia la finalitat de promocionar l'esport del motociclisme en totes les seves branques. El desembre d'aquell mateix any, Josep Isern promogué una altra entitat anomenada Club Moto Mollet, amb seu a l'Edifici Isern (compartint planta amb el Museu Isern de la Moto), dedicada al motociclisme de carretera i enfocada a la moto de turisme.

### Curses destacades
Entre les nombroses competicions que organitzà el Moto Club Mollet al llarg de la seva existència, se'n poden destacar aquestes:
| Prova                     | Lloc             | Tipus          | 1a Edició |
| ------------------------- | ---------------- | -------------- | --------- |
| Motocròs Vila de Mollet   | Gallecs          | Motocròs       | 1974      |
| 150 Milles de Mollet      | Gallecs          | Resistència TT | 1974      |
| Trial del Priorat         | La Vilella Baixa | Trial          | 1975      |
| Motocròs de Cantonigròs   | Cantonigròs      | Motocròs       | 1976      |
| Trial de Planoles         | Planoles         | Trial          | 1977      |
| Tot-Terreny del Toll      | El Toll          | Enduro         | 1977      |
| 1.000 km T.T. Isern       | El Toll          | Resistència TT | 1977      |
| Sidetrial del Toll        | El Toll          | Sidetrial      | 1977      |
| Trial Indoor Solo Moto    | Barcelona        | Trial indoor   | 1978      |
| Critèrium Solo Moto       | Calafat          | Velocitat      | 1978      |
| Combinada esquí-moto      | Super Espot      | Trail i esquí  | 1978      |
| 24 Hores de Lliçà d'Amunt | Lliçà d'Amunt    | Resistència TT | 1979      |

Notes
1. ↑  L'edició de 1979, els 1.000 km varen ser puntuables per a la Challenge Europea de Resistència TT, al costat del Bol d'Herbe francès.
2. ↑  Puntuable per al Campionat de Catalunya.
3. 1 2  En col·laboració amb la revista SOLO MOTO.[32]
4. ↑  En col·laboració amb la "Colla Pa amb Tomàquet".

A banda, organitzà diverses proves puntuables per al Campionat d'Espanya de motocròs i el de trial, o per a fórmules de promoció com eren la Copa Crono, el Trofeu Montesa i les Motociclismo Series.

### Sortides

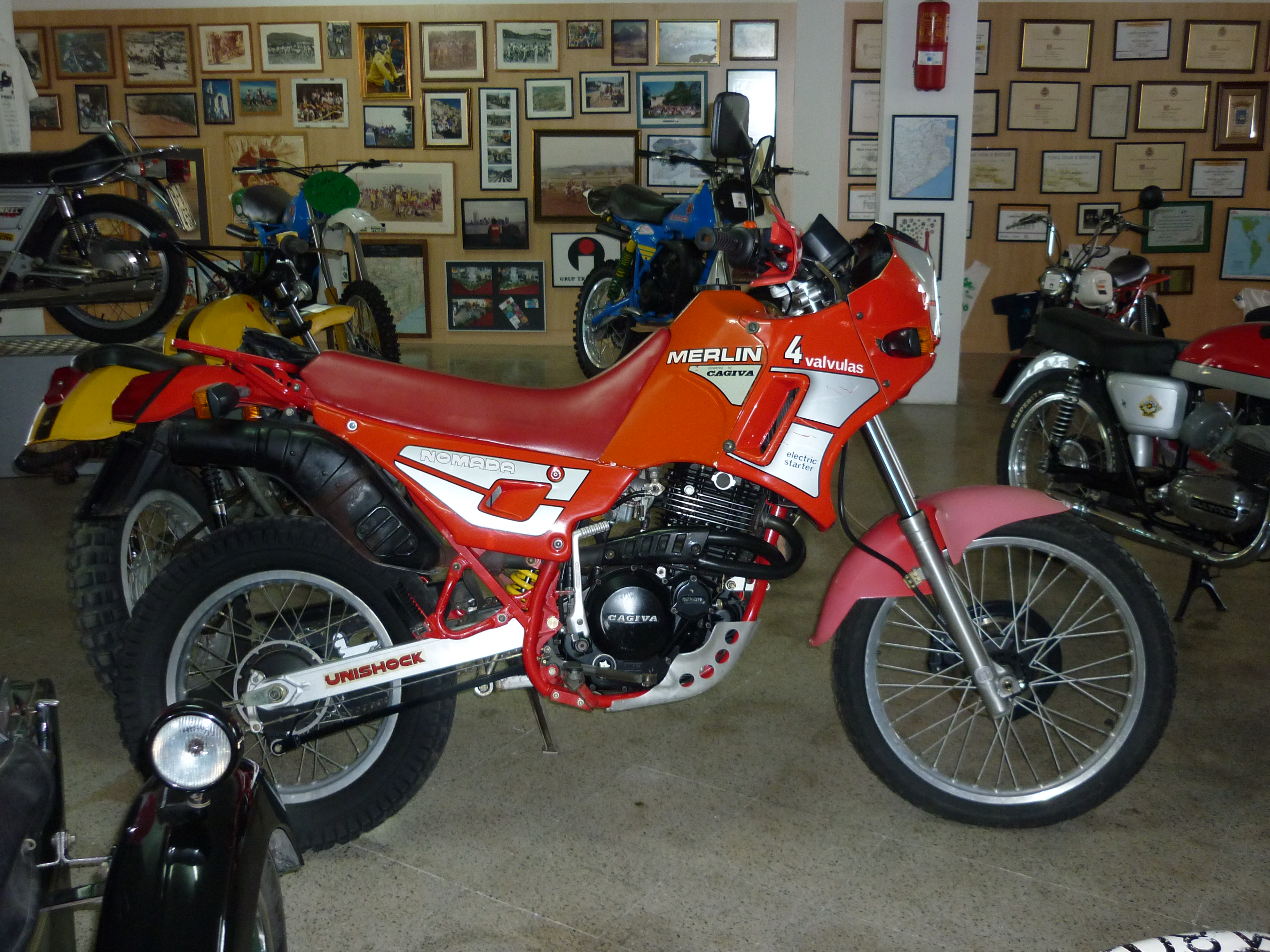
Amb aquesta Merlin, Josep Isern participava a les sortides Trail dels 80

A començaments de la dècada del 1980, el Moto Club Mollet creà la secció GrupTrail Isern destinada al foment de l'especialitat del Trail (excursionisme de muntanya no competitiu) i se'n va fer la presentació pública a la Basílica de Montserrat. A banda de les nombroses sortides turístiques de petit recorregut per Catalunya, de totes les que ha organitzat la secció se'n poden destacar aquestes:
- La "Dos Principats" (Mollet – Andorra)
- La Mollet – Llafranc
- Pirenaica Trail el 1989
- Catalana Trail el 1990
- Sevilla – Barcelona el 1992 i el 2002
- Mollet – Coïmbra (Portugal) el 1993
- Conca – Terol - Mollet 1994
- Sortides a l'Àfrica: Marroc, Tunísia, Líbia, Egipte i Mauritània

A més de les sortides Trail, el club n'ha organitzat també de llarg recorregut per carretera com ara la Stelvio 2005, Praia as Catedrais 2006 o Còrsega 2006, i també de dominicals com ara La Xandalada, Anem a l'estació i d'altres.

## Motociclisme infantil

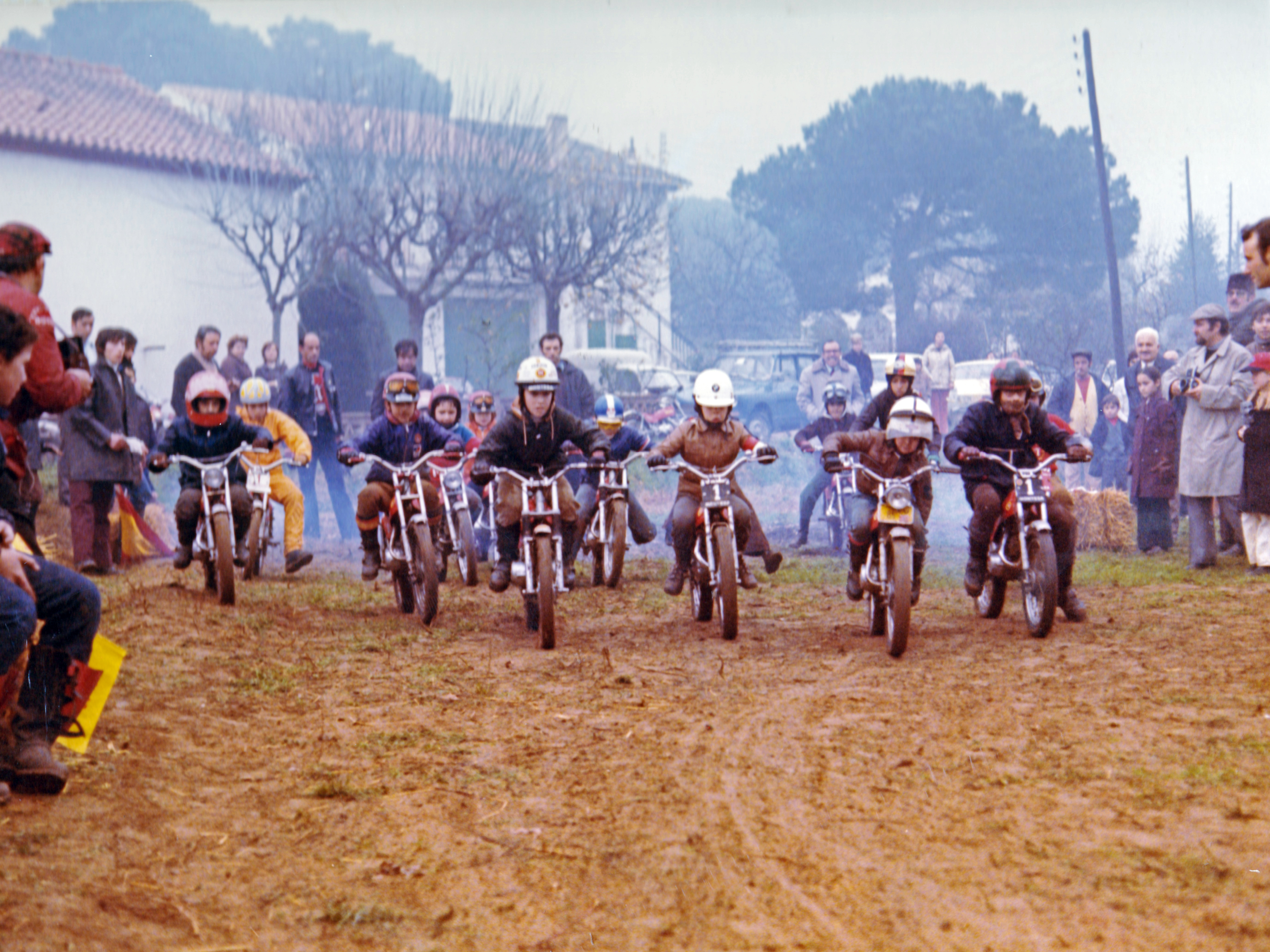
La primera cursa de motocròs infantil celebrada a Catalunya (1972, Can Cuberot)

El 3 de desembre de 1972, Josep Isern va organitzar a Montornès del Vallès, davant mateix de la masia de Can Cuberot, el primer esdeveniment de motociclisme infantil mai celebrat a la península ibèrica. Es tractava d'una simple cursa de motocròs per a nens, on els que s'hi apuntaren hi varen participar amb les seves petites Montesa Cota 25 o Bultaco Chispa de sèrie, sense modificar. Sabent que l'edat mínima reglamentària a l'època per a poder competir eren els 16 anys, Isern havia decidit de fer la cursa en una finca particular (Can Cuberot era propietat de Pere Vallmitjana, amic personal seu) per tal d'evitar problemes, però tot i així en va tenir: les fotos que hi va fer Paco Alguersuari van sortir publicades l'endemà mateix al diari Informaciones en primera plana, sota el titular «Primera carrera de Motocross infantil en España». En veure-ho Luis Soriano, el president de la RFME, va denunciar Josep Isern i la guàrdia civil el va detenir aquell dia mateix, acusat d'haver organitzat una concentració il·legal. Per sort, molta gent es mobilitzà i fou posat en llibertat al cap de poques hores.

### Format

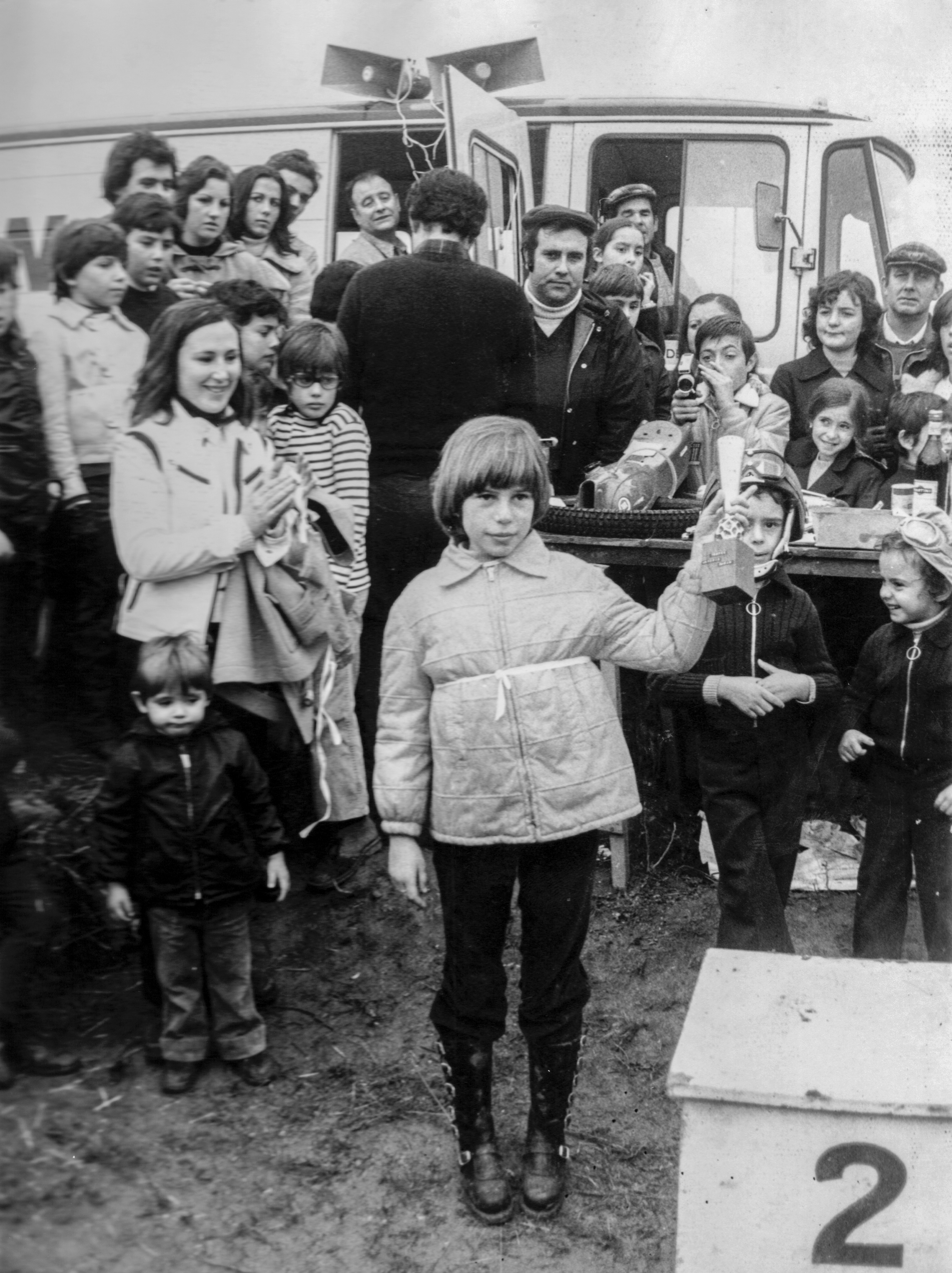
Una participant recollint el seu trofeu un cop acabada la cursa a Can Cuberot el 1972. A la dreta, amb casc, Núria i Glòria Isern.

En vista del resultat de la seva iniciativa, Isern va decidir transformar aquell tipus de trobades, merament competitives, en cursets on monitors experts en cada especialitat ensenyaven les tècniques de pilotatge i aconsellaven in situ als nens. Als dorsals dels participants, en comptes de números hi havia una lletra de l'abecedari i les classificacions no reflectien mai la posició obtinguda a la cursa, sinó que eren una qualificació global (excel·lent, notable o aprovat). A més, tots els aprenents rebien un obsequi o record en acabar, fos quin fos el seu resultat obtingut al curset (Isern comptava amb diversos patrocinadors que hi aportaven les copes i trofeus, material escolar i altres premis per als nens i cava per als pares).
Normalment, els participants al curset prenien part en totes dues modalitats, trial i motocròs, moltes vegades amb la mateixa moto. Al matí es desenvolupava la prova de trial, i a la tarda, havent dinat, la de motocròs. Tant a l'una com a l'altra, els inscrits es repartien en tres categories: "alevins" (amb les petites Cota 25 i Chispa), 50cc/75 cc (sovint, competien plegats) i 125cc (per als més grans, dels 11 als 13 anys). A la gran majoria de cursets que organitzà Isern hi actuà de director Ricard Pinet (un dels col·laboradors habituals d'Isern) i de monitor de trial, el seu cunyat Pere Pi.

### Cronologia
El 1973, Isern va organitzar els seus dos primers cursets pròpiament dits i, a més, va fer una demostració amb els petits participants al circuit del Vallès a l'abril, amb motiu del Gran Premi d'Espanya de motocròs. El 1974, l'Escuderia Isern celebrà un total de tres cursets i repetí la demostració al Gran Premi d'Espanya, a més de participar en els actes previs a les 24 Hores de Montjuïc d'aquell any amb una desfilada de motoristes infantils pel circuit de Montjuïc. A petició de TVE, el 7 de desembre tornà a organitzar una petita cursa infantil a Can Cuberot com la de 1972, la qual fou filmada i emesa per televisió por després.
El 1975, Isern celebrà tres cursets més i, per primer cop, ajudà a celebrar-ne un al País Valencià, concretament a Vila-real. Aquell any, els seus joves aprenents tornaren a fer demostracions als circuits del Vallès i de Montjuïc, cosa que es repetí el 1976 però encara millorada, ja que amb motiu de les 24 Hores, aquesta vegada els infants encapçalaren la desfilada motociclista que, sortint de la Plaça de Sant Jaume, anà fins al circuit. Durant anys, els aprenents de l'Isern participaren en aquesta mena de demostracions durant els principals esdeveniments internacionals, ja fos al circuit El Cluet amb motiu del Gran Premi de 125cc, al Ciutat Diagonal pel Motocròs d'Esplugues o molts altres.

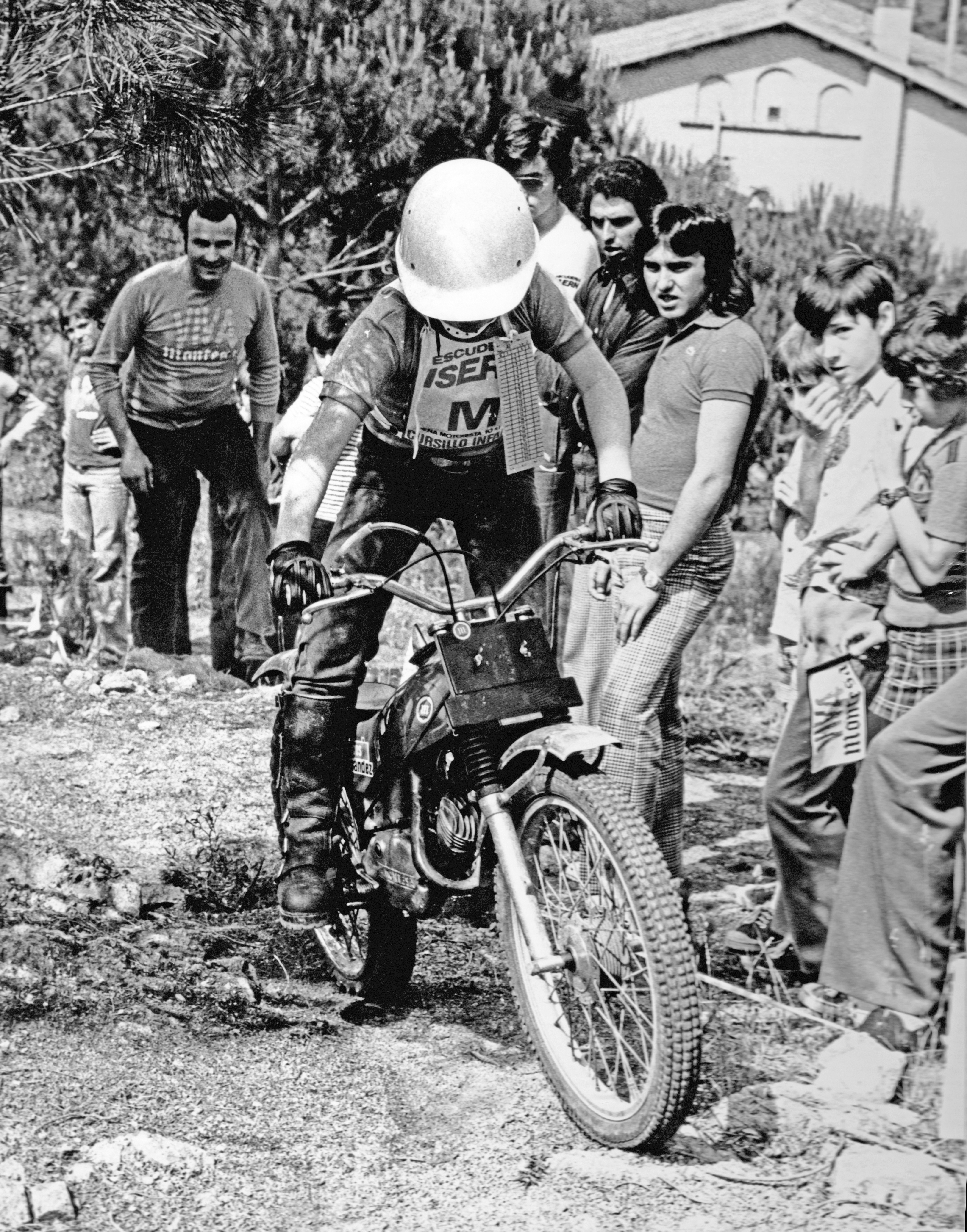
Isern vigilant un participant en un curset a La Conreria durant els 70

La Federació espanyola, per la seva banda, seguia ignorant el món del motociclisme infantil en la seva faceta competitiva. Per bé que el març de 1972 ja havia redactat una normativa que pretenia regular les futures curses per als més petits, tot va quedar en això i, a la pràctica, les competicions de nens restaven tolerades o, directament, prohibides. Només els cursets tenien garanties de celebrar-se sense problemes i, per aquesta raó, la iniciativa de Josep Isern trobà imitadors ben aviat. El 1975, per exemple, se celebrà una mena de "campionat" infantil provincial que va comptar amb quatre proves organitzades per tres entitats diferents: Mollet del Vallès (MC Mollet, 22 de juny a Gallecs), Abrera (Escuderia Abrera, 29 de juny), La Roca del Vallès (MC Mollet, 14 de setembre) i Santa Coloma de Gramenet (Comissió Organitzadora de Santa Coloma, 8 de desembre). Cap al 1977, el Club Esquí Supermolina i la botiga barcelonina Zona 3, propietat de Rafa Puig Bultó (germà d'Oriol), organitzaven un curset estiuenc per a nens de 8 a 14 anys a La Molina en què es compaginava l'estudi d'idiomes amb la pràctica del trial i motocròs, en aquest cas només amb motocicletes Bultaco. A la mateixa època, l'Escuderia Sastre de Granollers organitzava un curset de motocròs estiuenc al circuit de Les Franqueses.
Inicialment, Josep Isern anava variant l'emplaçament on organitzava els seus cursets, tan aviat podia ser a Montornès, com a La Roca del Vallès o molts altres indrets. Fou pels volts de Nadal de 1974 quan es van fer servir per primer cop com a seu el circuit de Gallecs i el seu entorn immediat. Des d'aleshores, Gallecs va esdevenir un dels espais més utilitzats per Isern per als seus cursets. Un dels emplaçaments clàssics fou també El Toll, al Moianès. El 25 de juny de 1976, quan feia poc que Isern havia adquirit aquella gran finca i encara no hi havia ni el circuit de motocròs, s'hi va celebrar la primera prova oficial en forma de curset infantil: el VI Curset infantil de trial y motocròs del Motoclub Mollet. En aquella ocasió, a més de Pere Pi exercí de monitor de trial Oriol Puig Bultó, mentre que del motocròs se n'encarregaren Ramon Burés i Joan Bellsolà.
El 1977 fou un any amb molta activitat pel que fa a cursets infantils. El 18 de setembre de 1977, el Moto Club Mollet i l'Escuderia Isern organitzaren el III Motocròs de Montornès del Vallès on, a banda de curses per a pilots de la categoria juvenil i Júnior, hi hagué també un dels clàssics cursets per a nens. Fou en aquest curset on el nebot d'Isern, Ot Pi, disputà la seva primera cursa de motocròs infantil. Poc després, al novembre, el MC Mollet organitzà un dels seus cursets infantils a Teià amb motiu de les festes de tardor d'aquest poble. L'activitat en pro dels petits no cessava, i el 1978, el Moto Club Mollet ja havia organitzat un total de 35 cursets infantils i la seva anomenada feia que hi assistissin aprenents de tot el món. La situació es mantingué fins al tombant de dècada, quan Isern reduí la seva activitat organitzadora i se centrà en el món del biketrial. Tanmateix, l'esforç de Josep Isern tingué continuïtat, sobretot pel que fa al trial infantil. Inicialment, n'agafà el relleu Ricard Pinet amb el seu recordat Desafío Mecatecno fins que, al tombant de la dècada del 1990, la Federació Catalana creà un campionat específic per als nens, encara actiu a l'actualitat: La Copa Catalana de Trial de Nens.

### Indrets

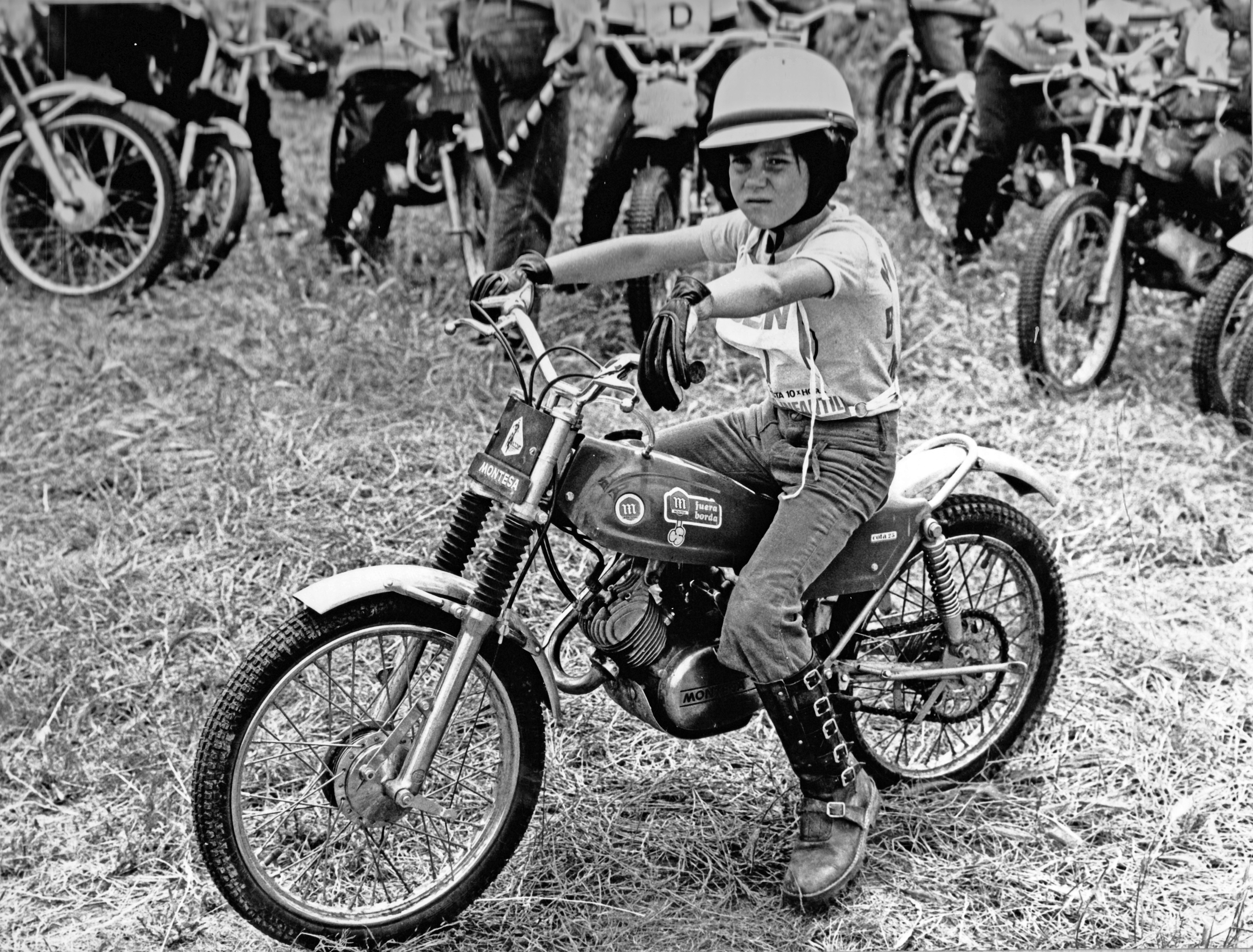
Un participant en un curset infantil organitzat per Isern i la PM 10 x Hora a començaments dels 70

Al llarg de la seva activitat, Josep Isern organitzà cursets i esdeveniments motociclistes infantils en nombrosos indrets. Els més freqüents van ser aquests:
|  | - Circuits de motocròs: - Circuit de Gallecs, Mollet del Vallès - Circuit El Toll, Moià - Circuit del Vallès, Mancomunitat Sabadell-Terrassa - Circuit Ciutat Diagonal, Esplugues de Llobregat - Barcelona: - Circuit de Montjuïc - Saló de la Infància i la Joventut | - Vallès Oriental: - Martorelles: Can Puig - Montornès del Vallès: - Can Cuberot - Cal Xeic - Circuit Tres Creus - Sant Fost de Campsentelles: Mas Corts - Can Devesa - La Roca del Vallès i Santa Agnès de Malanyanes | - Vallès Occidental: - Bellaterra - Club Tennis Sabadell - Palau-solità i Plegamans - Altres: - Teià, Maresme - Santa Maria del Barri, Tona |

### Motos

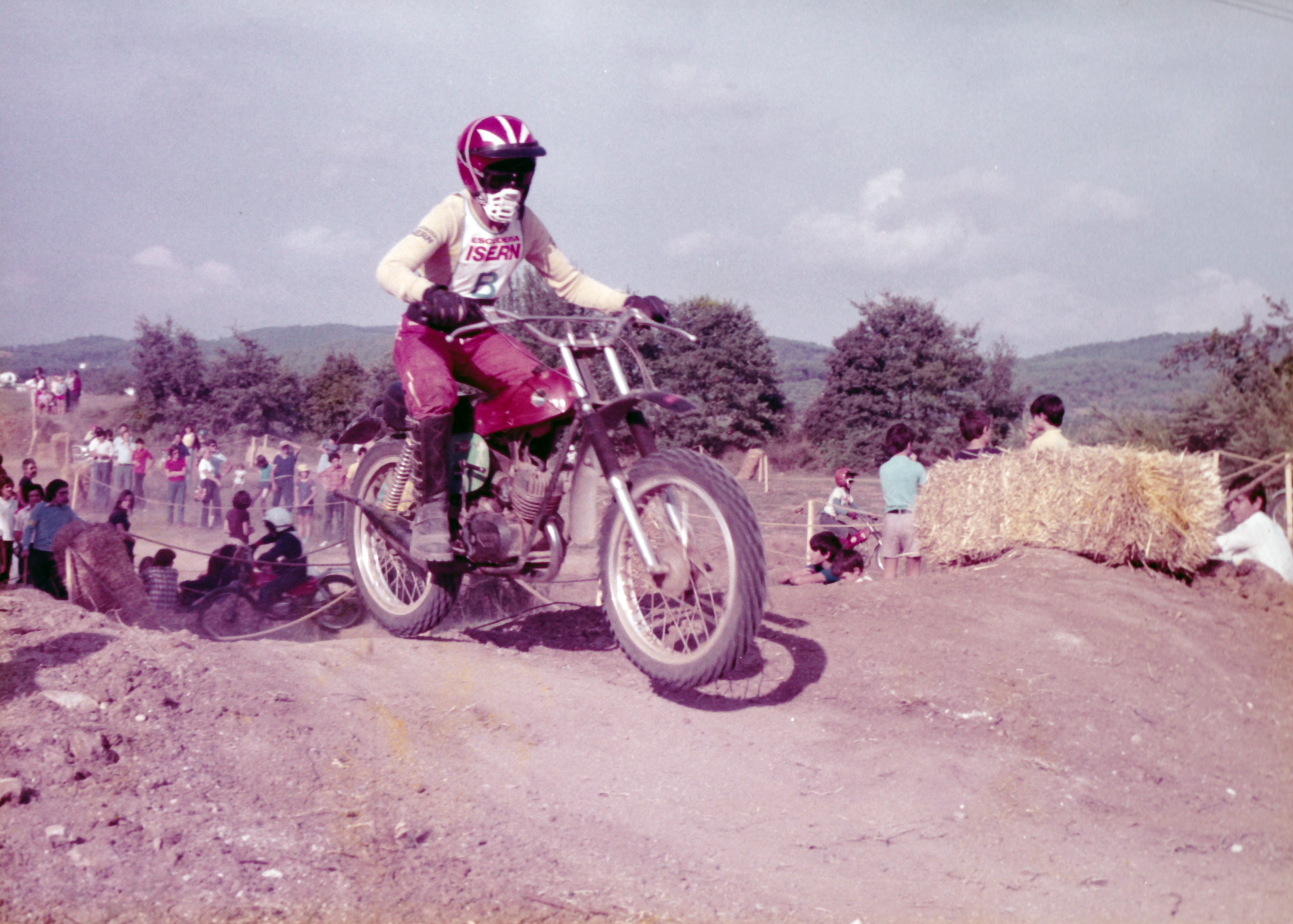
Una Derbi preparada per a motocròs en un curset el 1975

Per bé que inicialment, els participants anaven als cursets amb motos senzilles, sense preparar, amb el pas del temps els pares dels joves participants anaren perfeccionant aquelles motos i convertint-les en autèntics "prototips" de motocròs de 50 cc (com ara les que portaven Ivan Cervantes o Javier García Vico). Un dels habituals dels cursets, Joan Serra, de Barberà del Vallès, era capaç fer la "piràmide" del circuit de Gallecs amb la seva petita Cota 25 preparada per a motocròs. Cap al 1976, Pere Pi li va construir al seu fill Ot, una moto de motocròs partint de zero, una mena de petita Cappra. També les motos de trial infantil s'anaven especialitzant: el pare de Marcel·lí Corchs, per exemple, li preparava sovint uns prototips molt elaborats, entre els que en destaca una Cota 49 amb motor Puch que li va encarregar al distribuïdor de la marca austríaca a Mataró, Quico Payà.
Pel que fa als models de mercat, sense gaire retocs, el gruix dels participants ho feien amb models de Cota 25 i 49 o Chispa, tot i que hi havia també sovint alguna Cota 74/123, Bultaco Lobito o Tirón, diversos ciclomotors de muntanya Puch o Derbi i alguna solitària Montesa Cappra 125.

### Alumnes

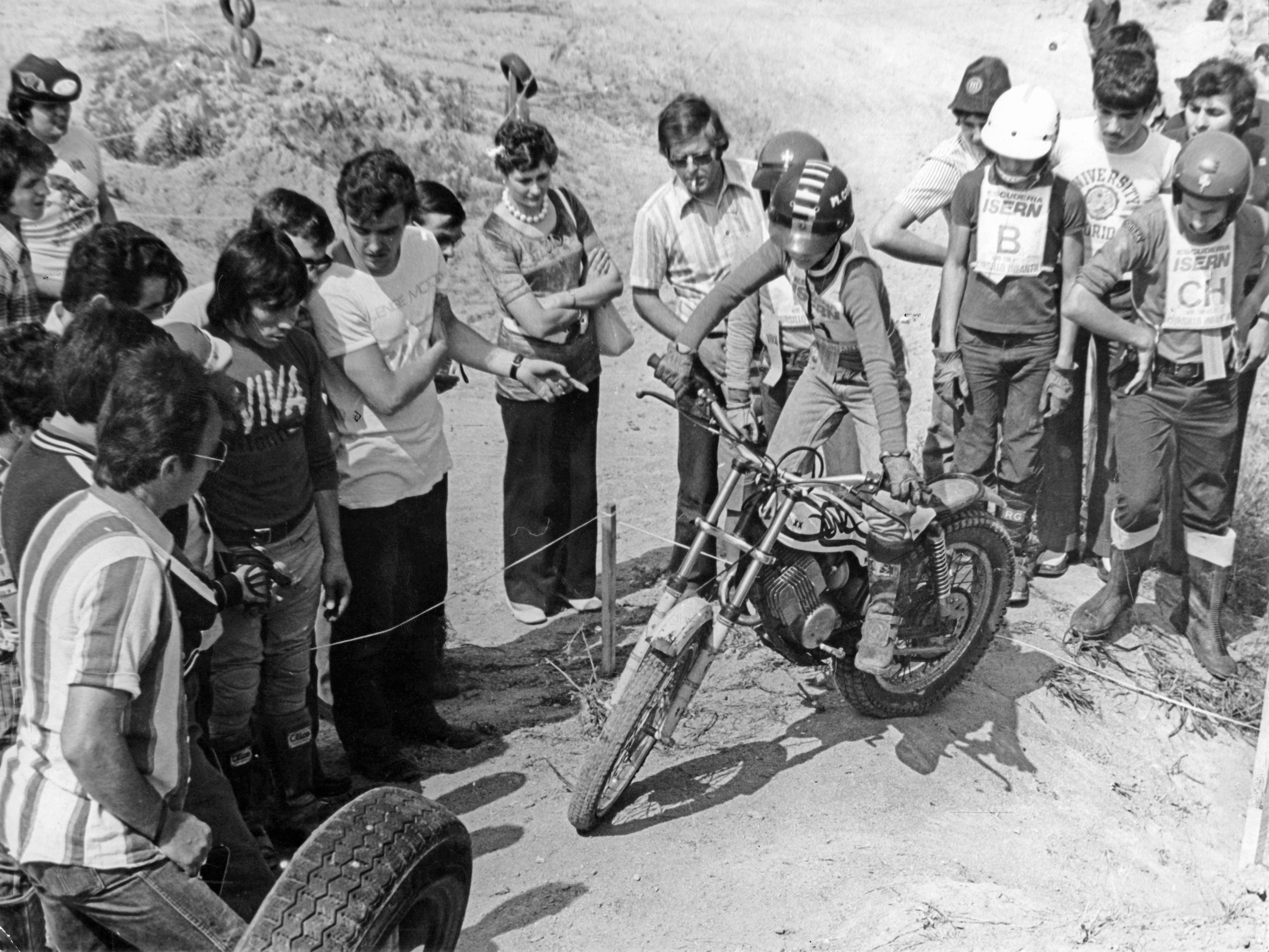
Marcel·li Corchs en un trial infantil a Gallecs cap al 1977

Al llarg dels anys, pels cursets infantils de Josep Isern hi passaren centenars de nens. Molts d'ells continuaren practicant la seva afició i, d'aquests, uns quants arribaren a triomfar dins l'esport del motociclisme, fins i tot a escala internacional. Entre els antics "alumnes" més reeixits, hi ha per exemple Alberto Puig, Sete Gibernau i Luis Miguel Reyes en velocitat, Javier García Vico i Josep Alonso en motocròs i Jordi Arcarons, Àlex Llobet i Agustí Vall en enduro. Sense oblidar Marcel·lí Corchs, a qui només un malaurat accident d'automòbil li impedí de triomfar en trial. Altres aprenents que varen destacar més tard, tant en motocròs com en enduro, són Xavier Atienzar, Alfons Mañer, Jordi Monrabà, Jordi Sallent, Jordi Salicrú i Juli Vallmitjana. Entre els alumnes dels cursets de trial que organitzava Isern per la zona de La Conreria en època més tardana, n'hi hagué uns quants que també destacaren de grans en competició, especialment Ivan Cervantes, Tito Rabat i Ricky Cardús.
El nebot de Josep Isern, Ot Pi, també va començar amb els seus cursets de motociclisme, però aviat canvià la moto per la bicicleta i acabà triomfant en biketrial. Entre la llista de participants als diferents cursets, hi ha també molts fills d'antics pilots de motociclisme, els pares dels quals els hi apuntaven per tal de mantenir viva la flama. Aquest era el cas d'Òscar Quintanilla (fill de Ricardo Quintanilla), Albert i Jordi Bordoy (fills de Jaume Bordoy), Alfons Maseras (fill Josep Antoni Maseras), Xavier Arenas i altres.
Pel que fa a la procedència dels assistents, per bé que la gran majoria venien de poblacions properes (bàsicament del Vallès, Barcelonès i Maresme), n'hi havia també que s'hi desplaçaven expressament de llocs tan llunyans com ara Andorra, Castelló de la Plana, Tarragona, Osona o el Gironès. Finalment, atenyent al gènere, la presència de motoristes de sexe masculí era quasi absoluta, tot i que hi havia també alguna noia entre els habituals, com ara Glòria Alonso (germana d'en Josep), Angelina Mañer (germana de l'Alfons) i les dues filles de Josep Isern, Núria i Glòria.

## Galeria d'imatges

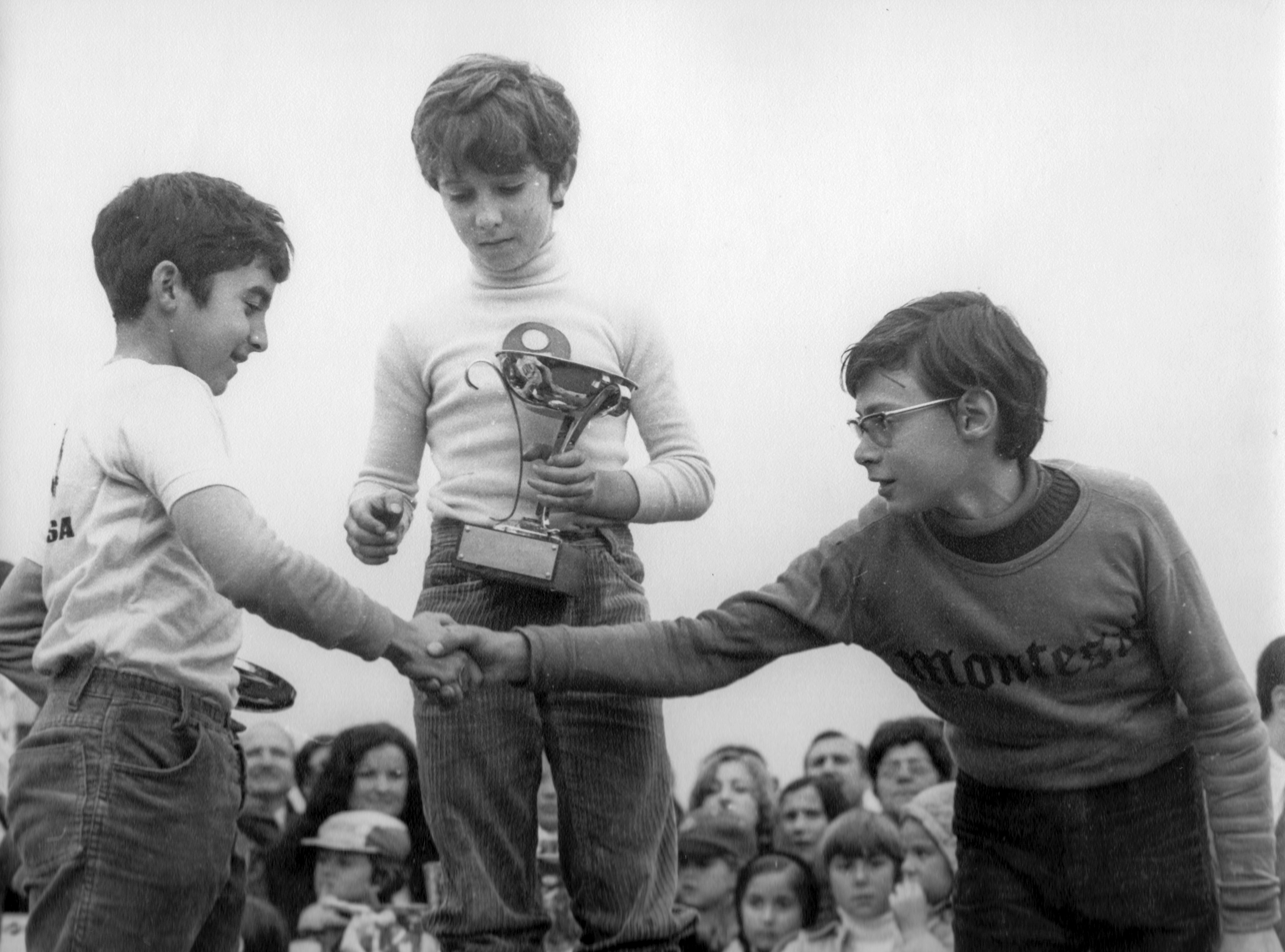
Juli Vallmitjana, guanyador d'un curset
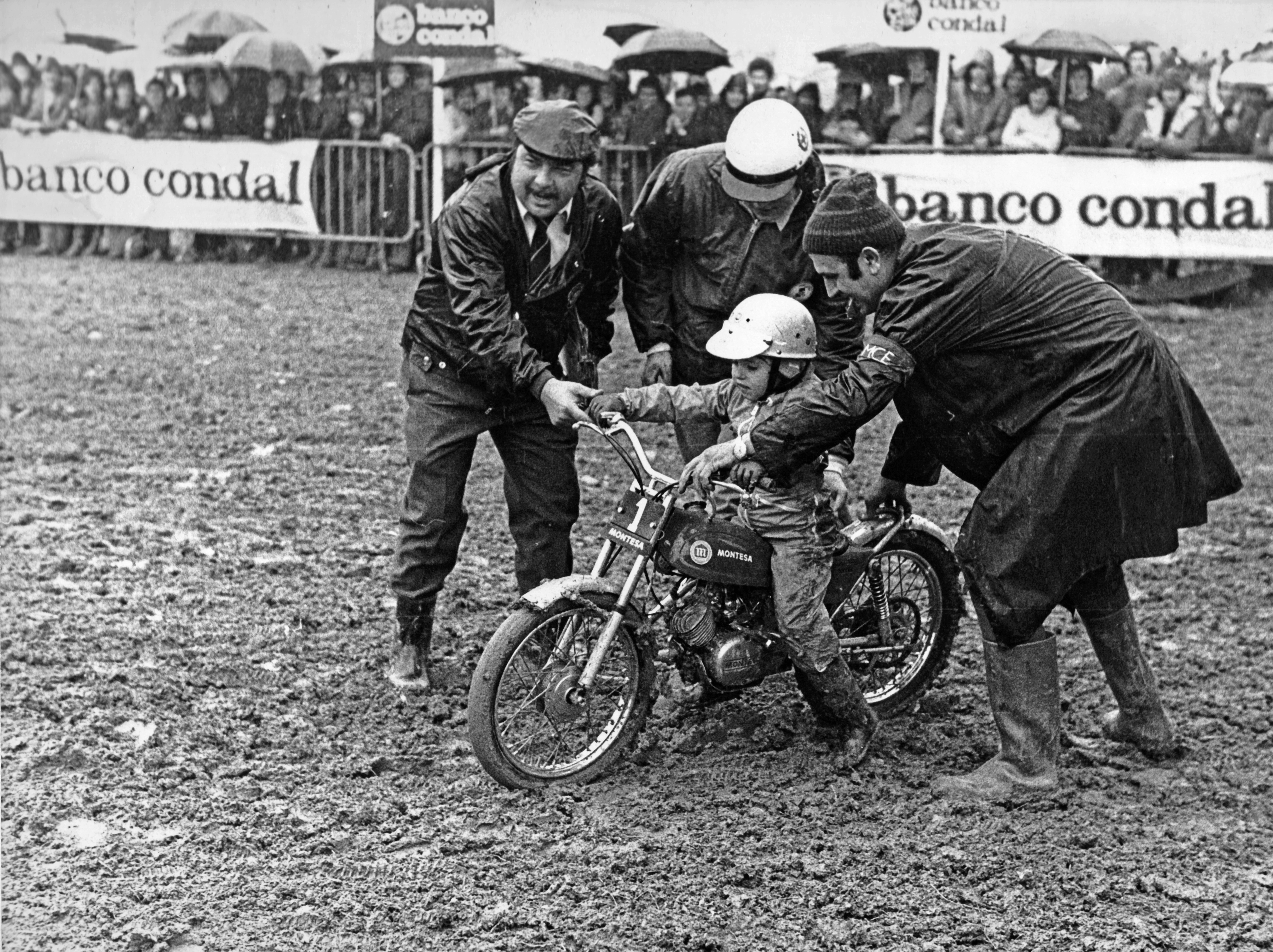
Pinet ajudant un nen en una demostració el 1973
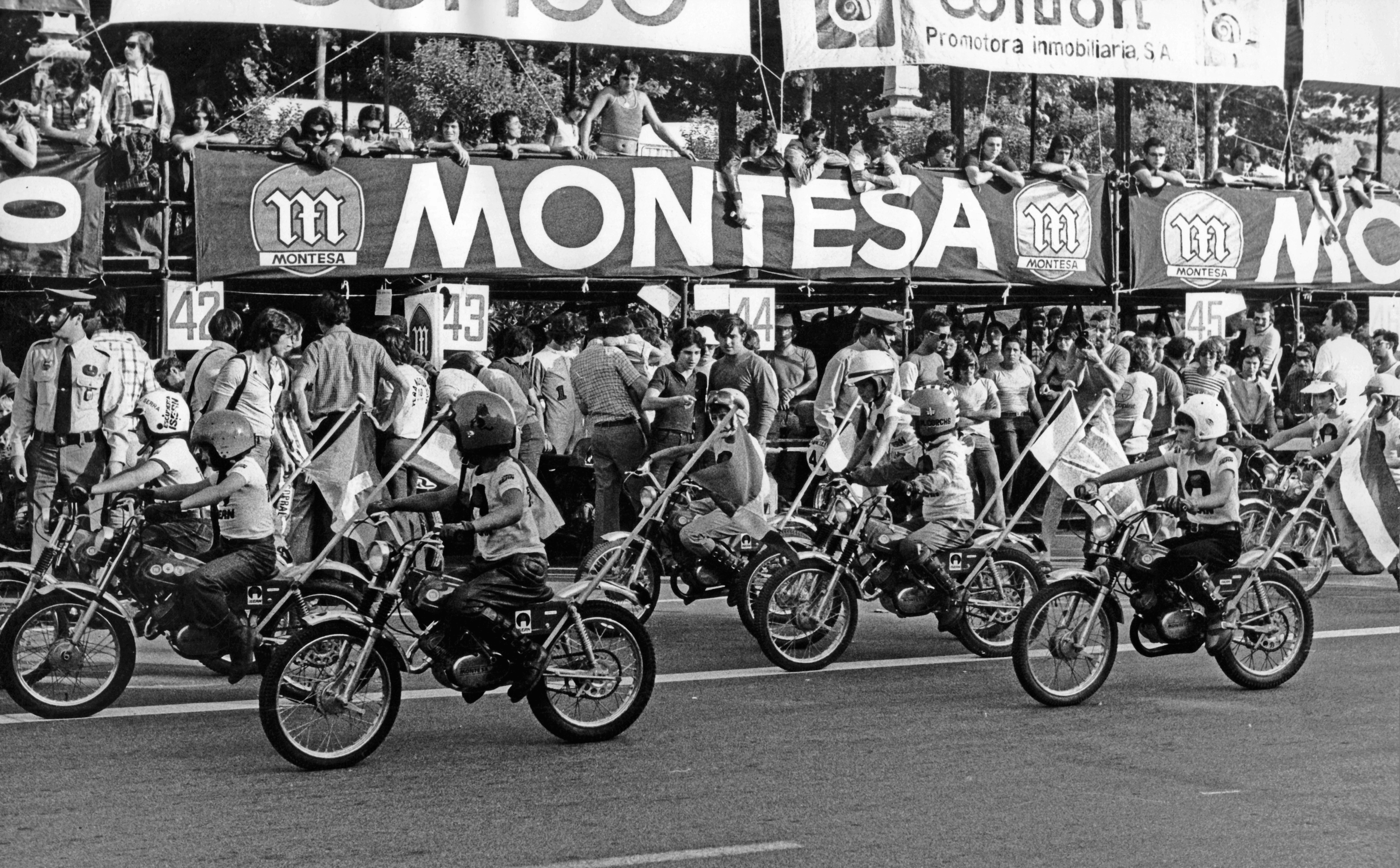
Desfilada infantil d'Isern a les 24H de Montjuïc de 1974
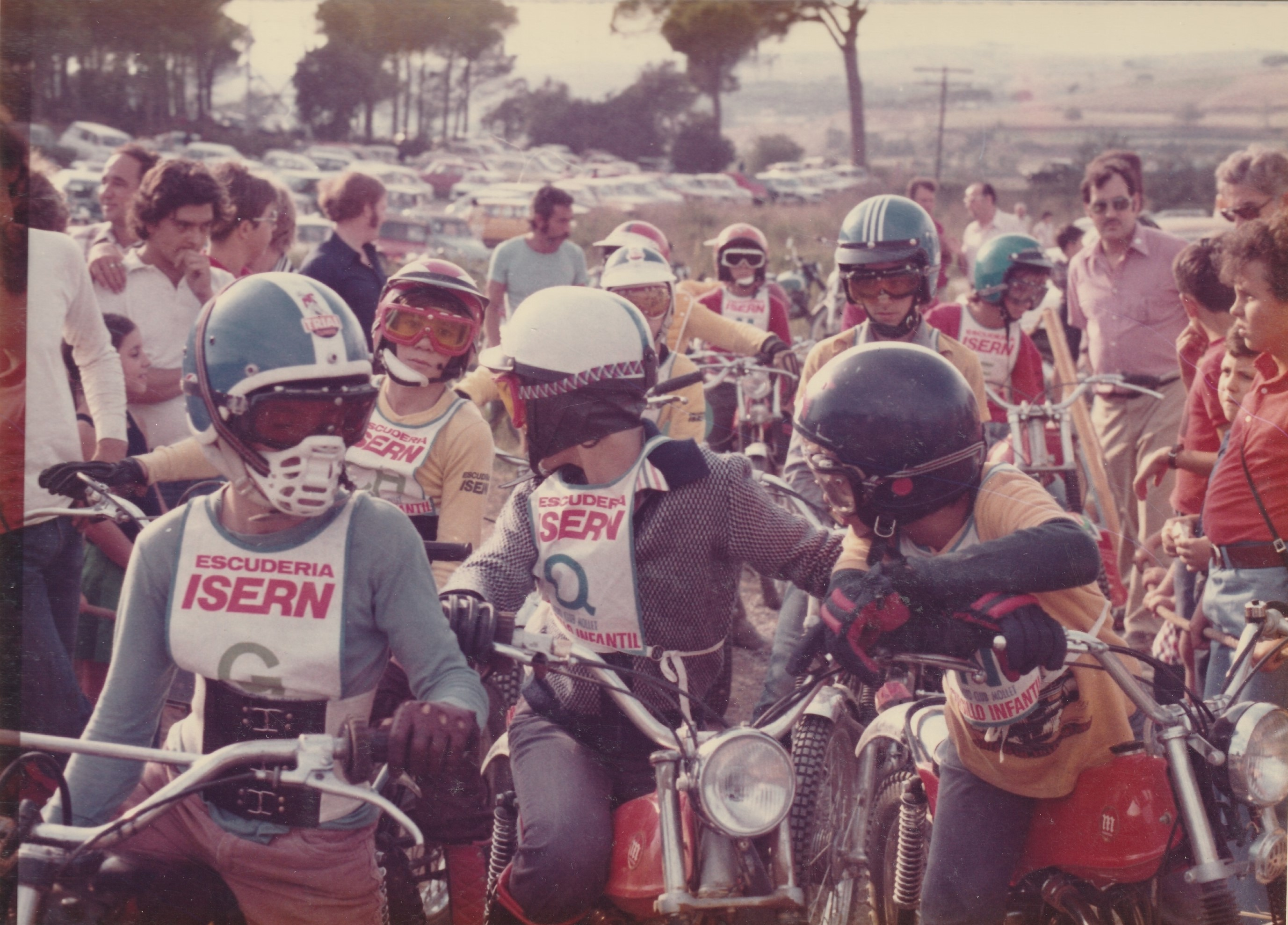
Ambient a La Roca del Vallès el 1974
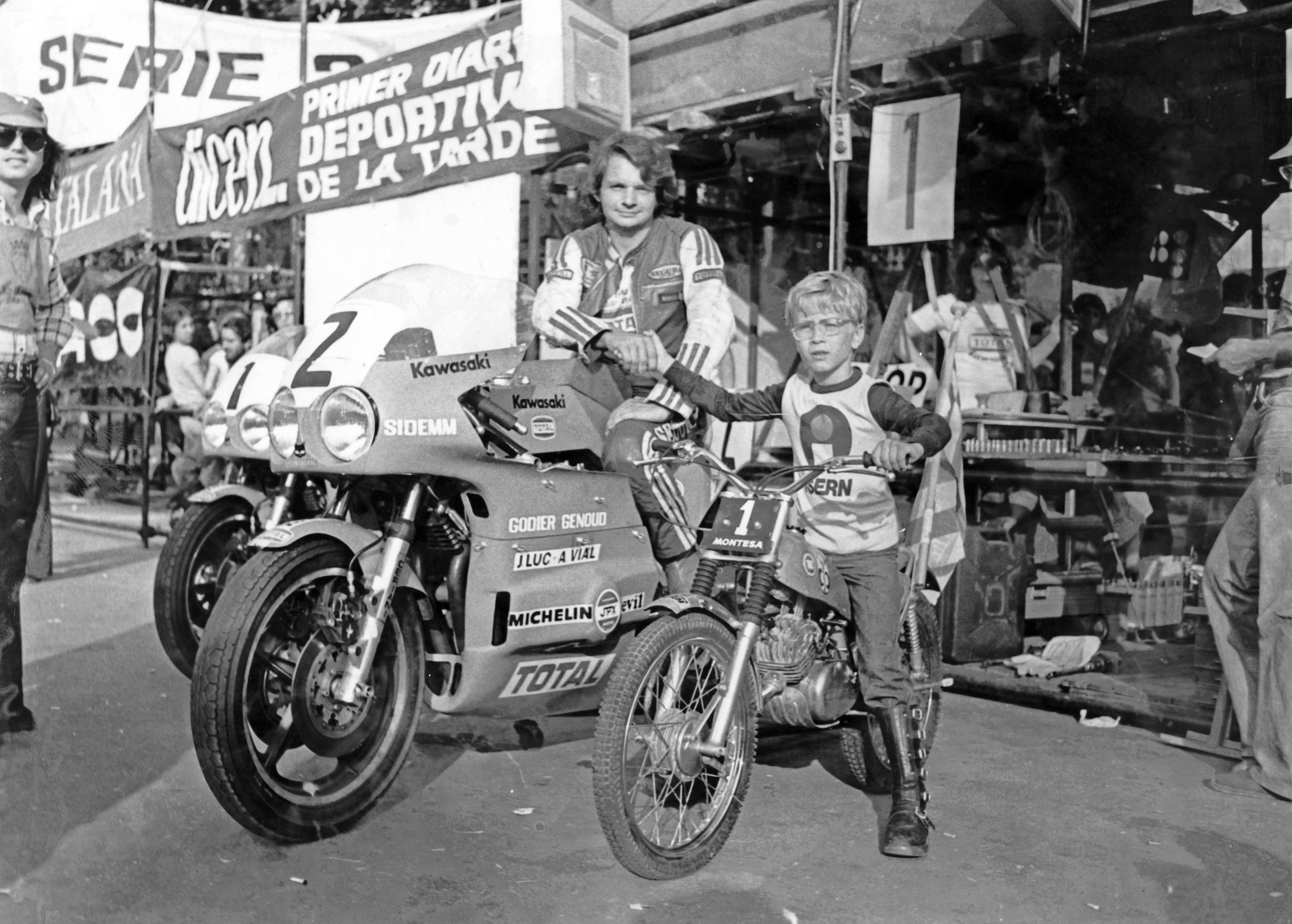
Un dels nois de l'Isern a les 24H de Montjuïc de 1975
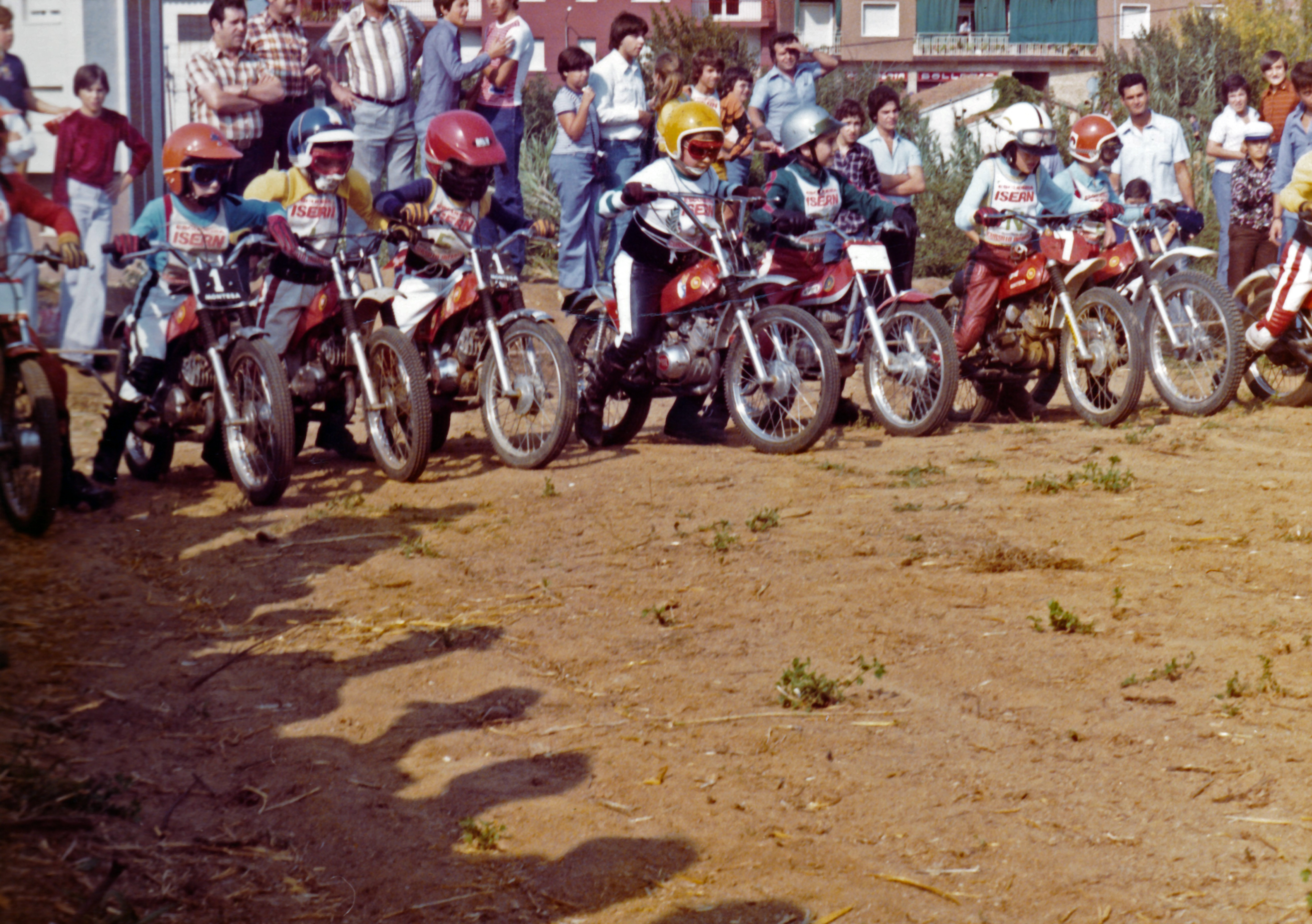
Curset de motocròs a Montornès del Vallès
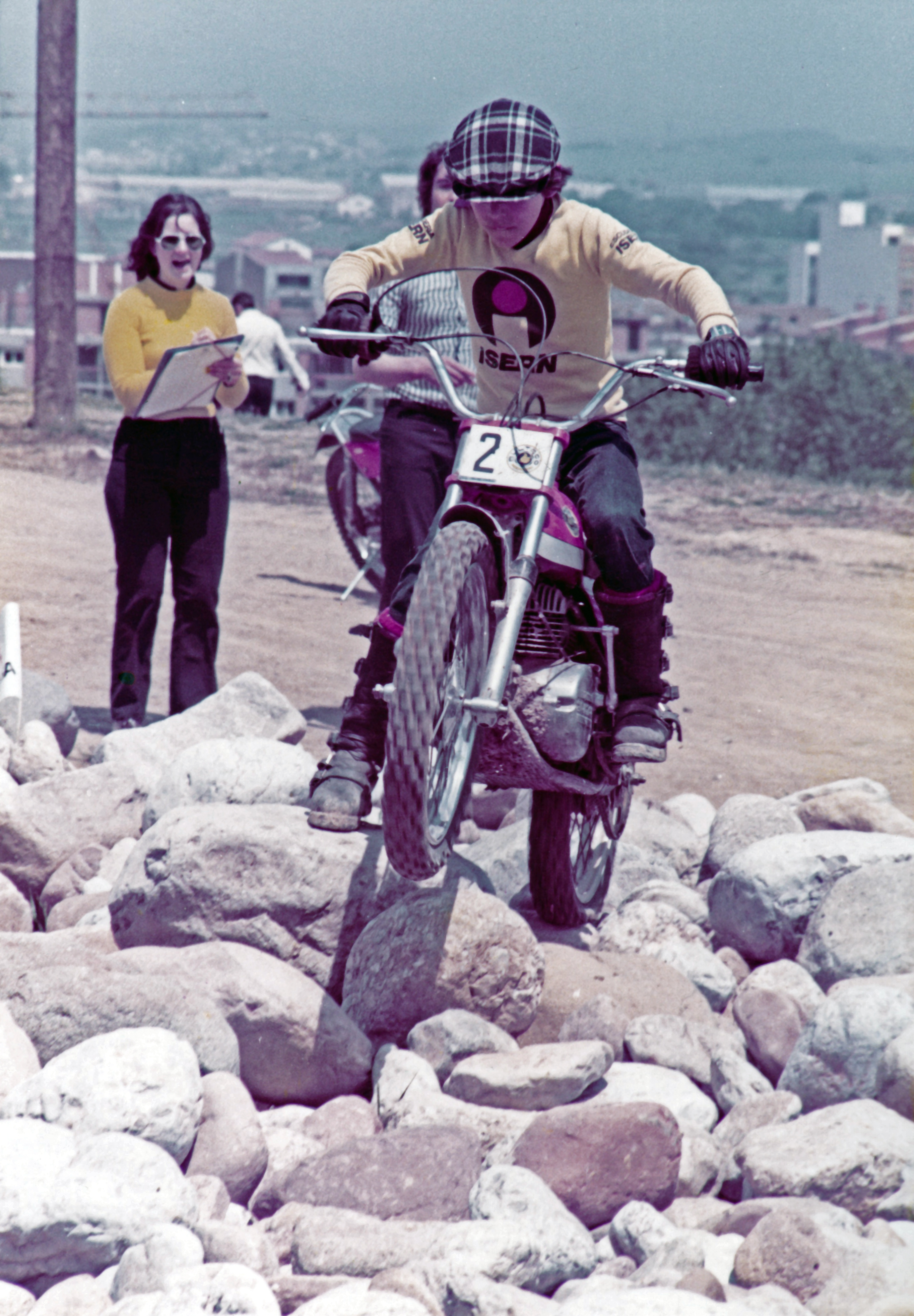
Curset de trial infantil
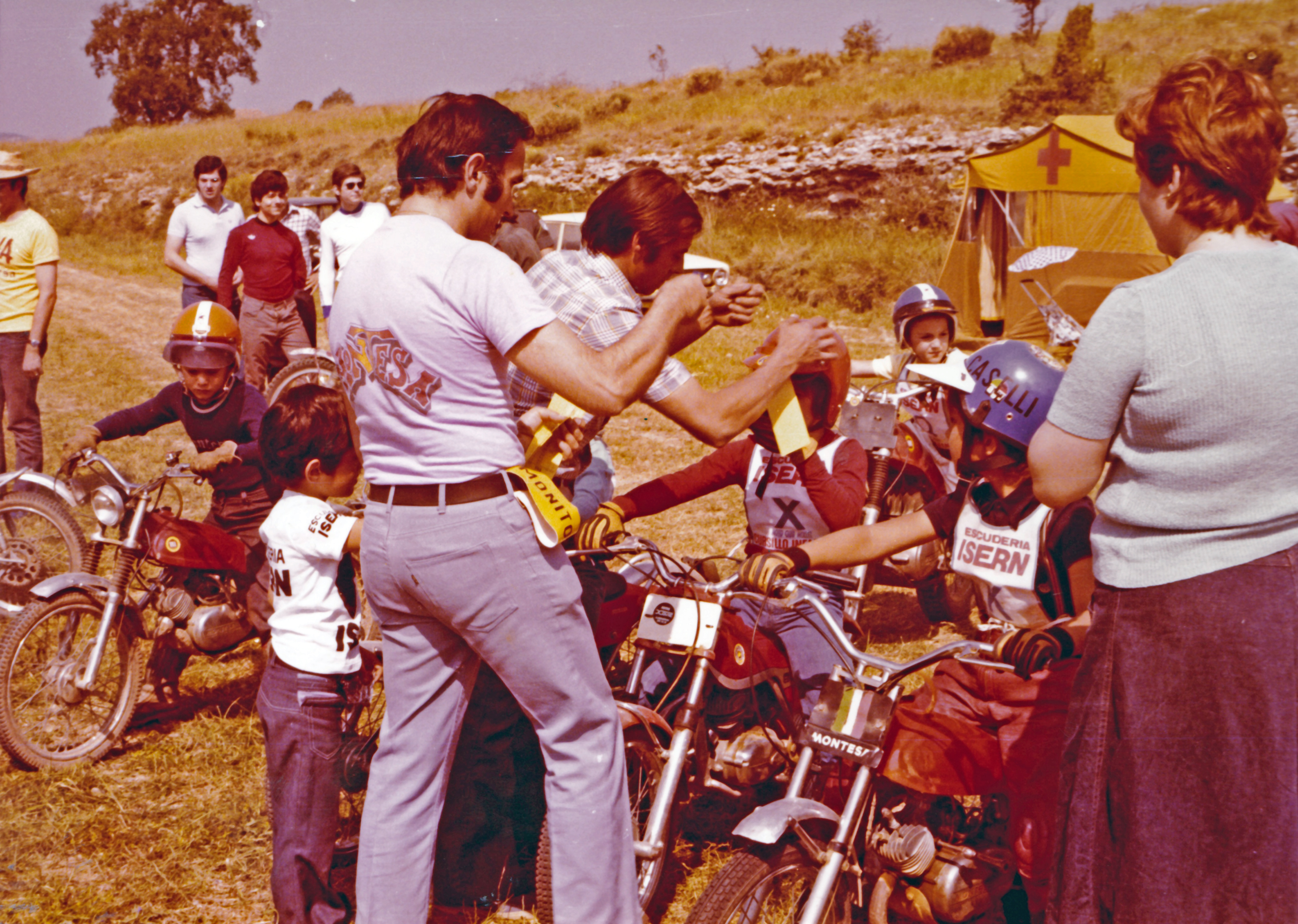
Pere Pi, amb l'Ot, de monitor al Toll el 1976
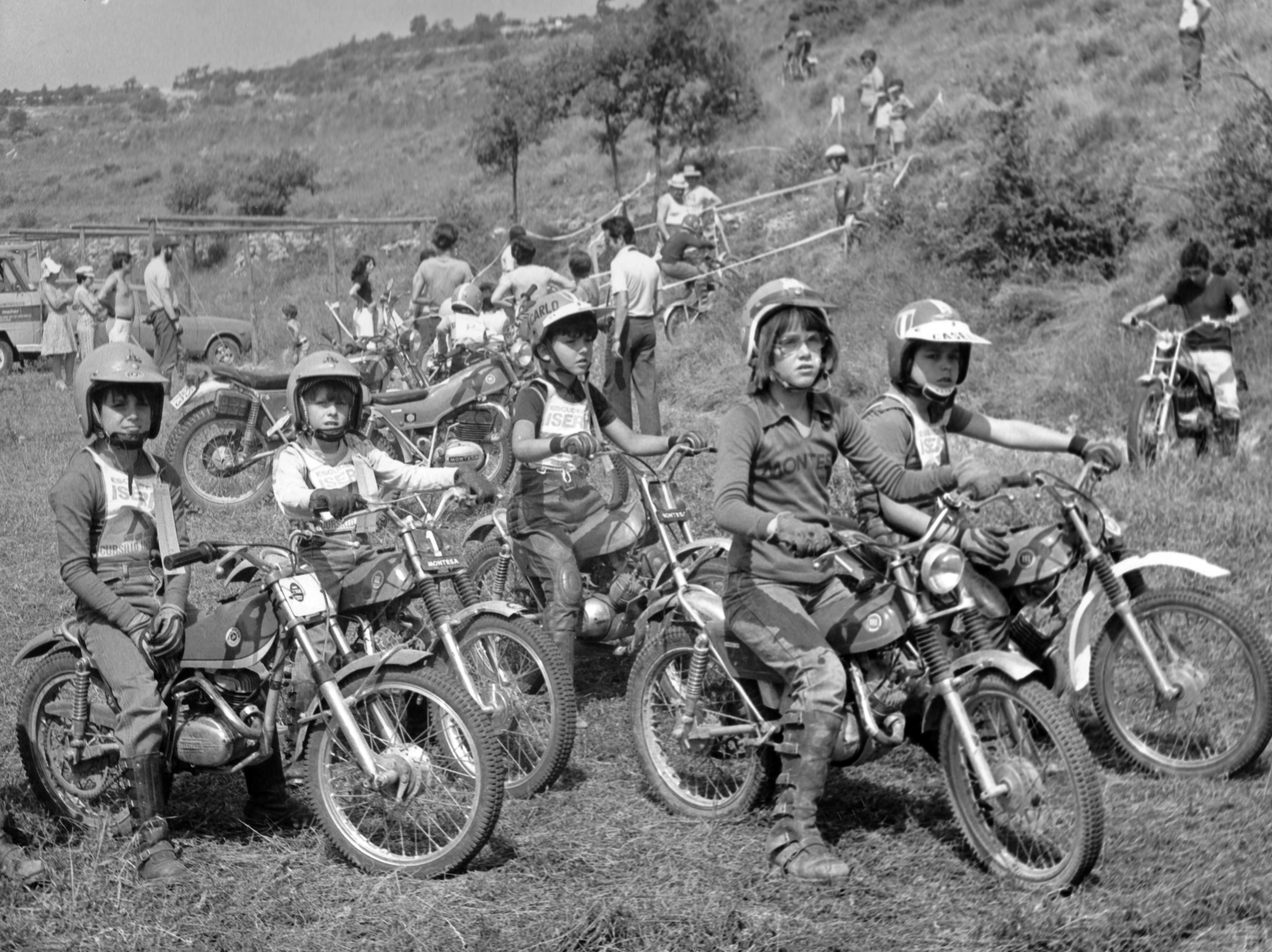
Participants al curset del Toll de 1976
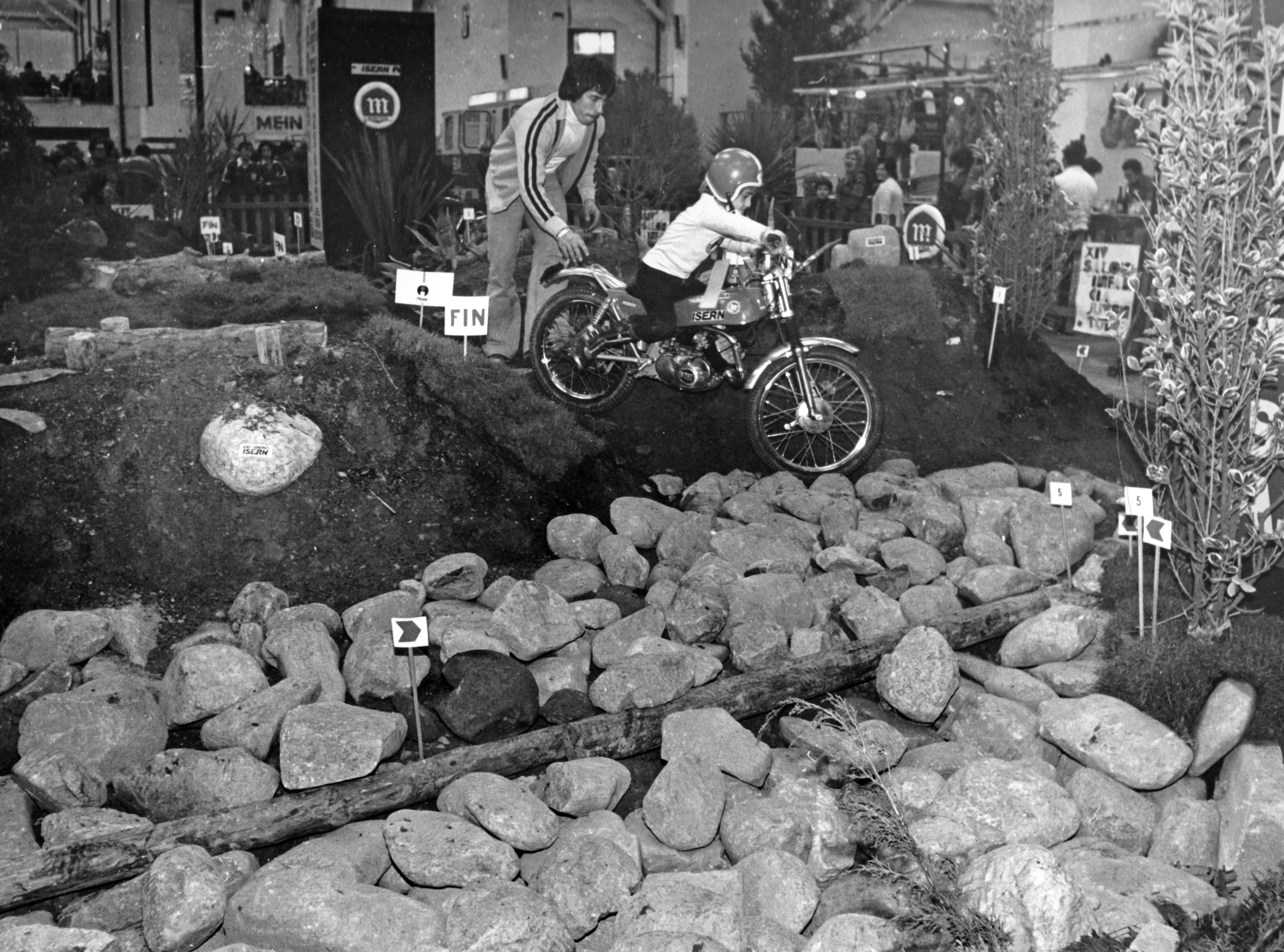
Stand de l'Escuderia Isern al Saló de la Infància de 1976
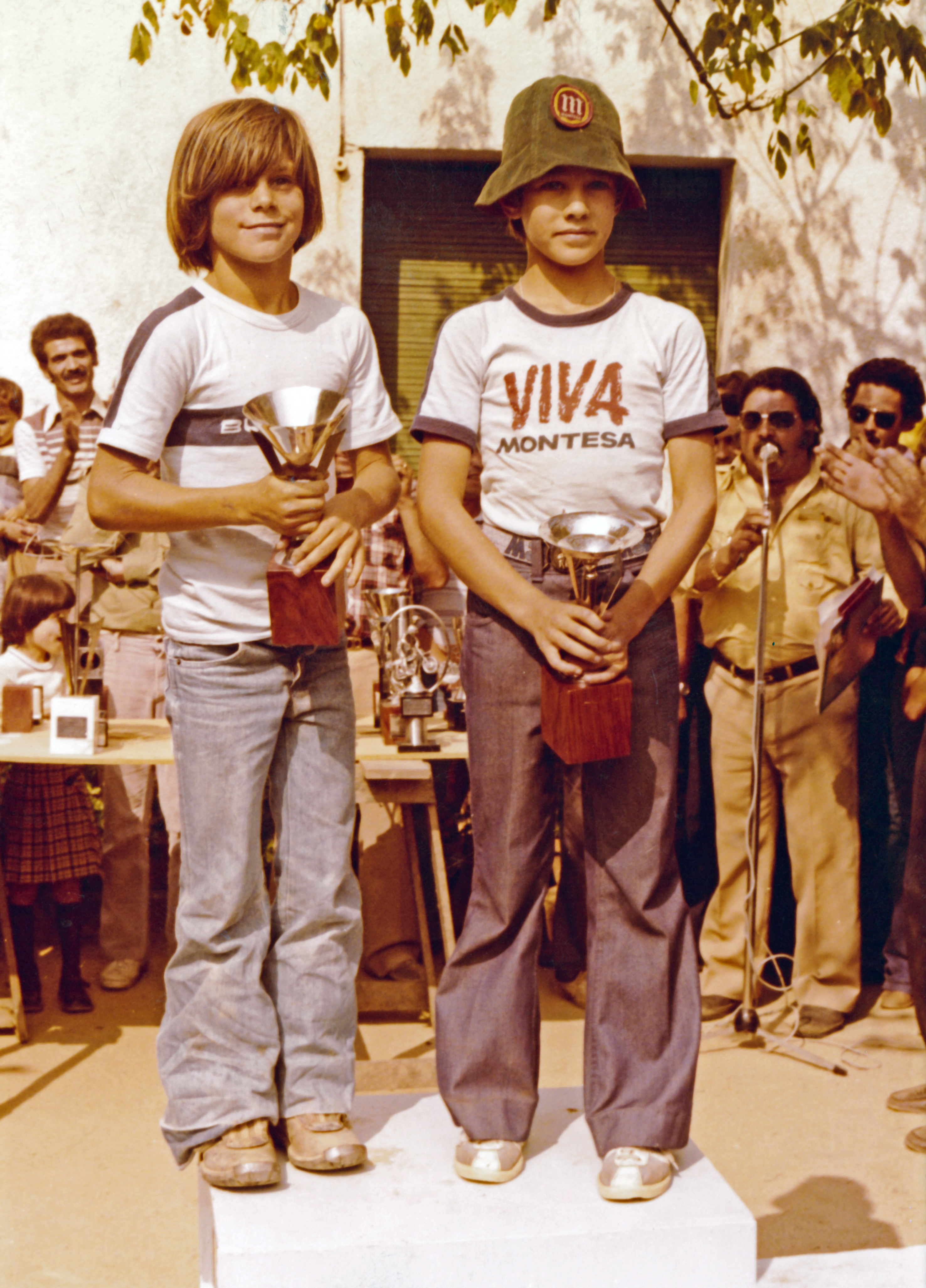
Alberto Puig al podi el 1977
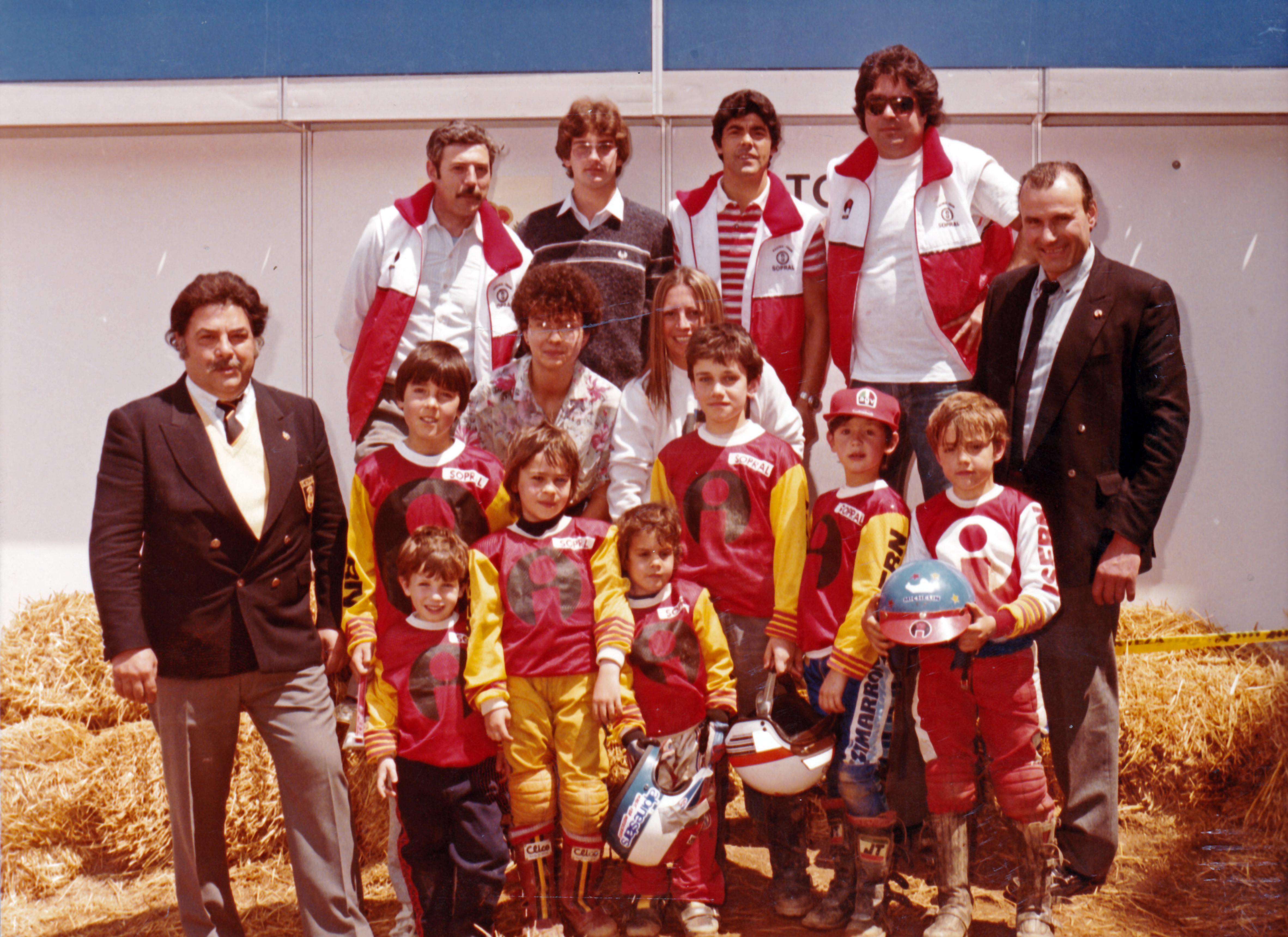
Ricard Pinet i Josep Isern al Saló de la Infància als anys 80
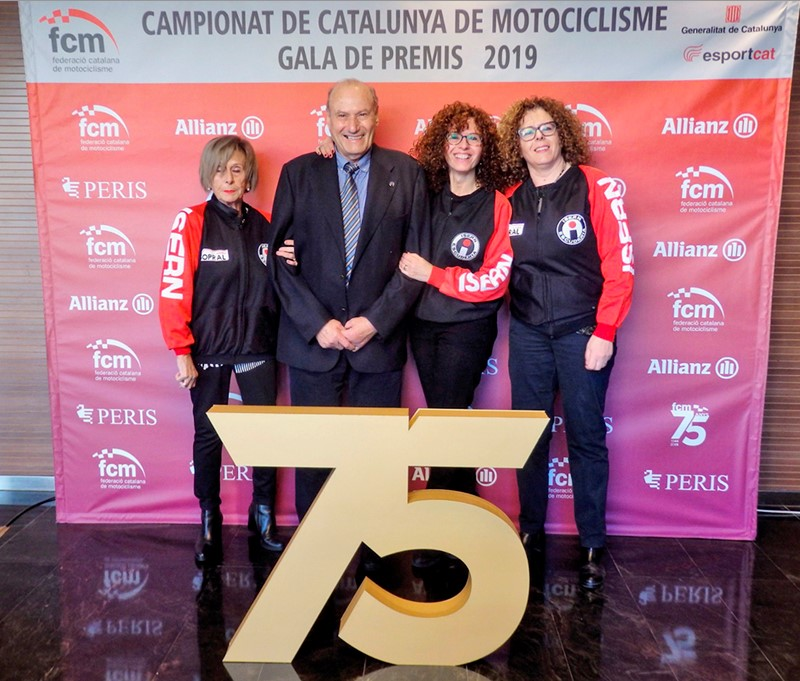
Josep Isern i família a la gala de la FCM el gener del 2020